# Josef Hampl
Josef Hampl (17. dubna 1932 Praha – 25. března 2019 Hrušov) byl český autor koláží, malíř, sochař, grafik a tvůrce landartových projektů. Patří k zakladatelům českého abstraktního umění. Jako světově známý autor originální techniky šitých koláží je zastoupen v mnoha zahraničních sbírkách.

## Životopis

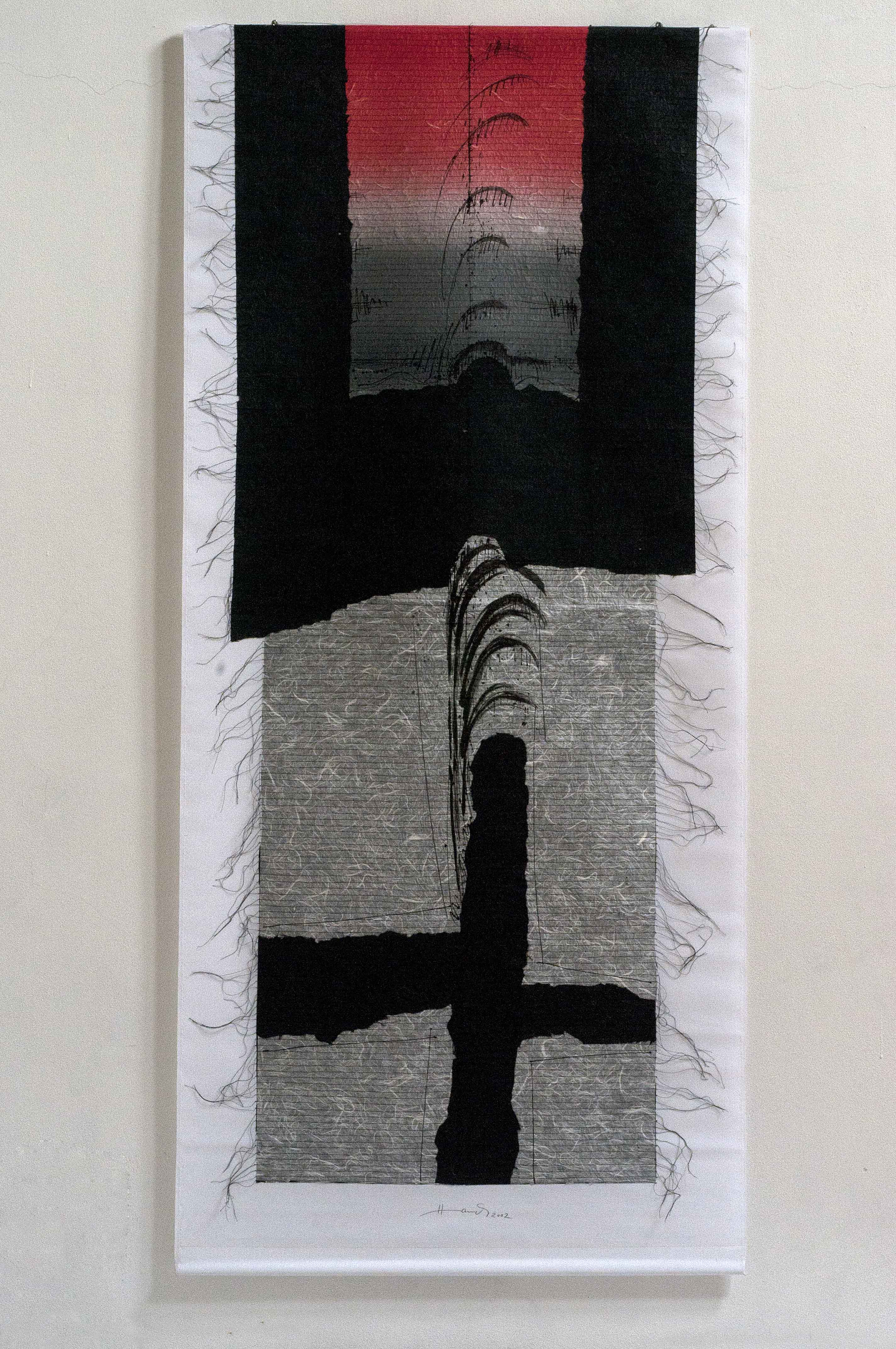
Josef Hampl Vzlínání, šitá koláž na plátně, 200 × 90 cm, 2002

Narodil se v Praze 17. dubna 1932, v rodině pánského krejčího a amatérského malíře. Po dokončení školy se začal učit v otcově dílně, ale komunistický režim v průběhu 50. let prakticky všechny živnosti zrušil. Josef Hampl dostal na vybranou mezi prací v dolech, hutích nebo ve strojírenském průmyslu. Nakonec našel místo jako obráběč kovů ve vysočanské továrně Praga. Zde měl po pracovní směně k dispozici výtvarný ateliér, kde se zaměstnanci mohli věnovat malování nebo modelování pod vedením externích učitelů.
Na výstavě v závodním klubu ROH se roku 1959 seznámil s Vladimírem Boudníkem, který byl zaměstnán v sousední továrně Aero. Kromě Vladimíra Boudníka pracoval v Aerovce také Lubomír Přibyl, který tam po vyloučení z Akademie roku 1959 našel zaměstnání v propagačním oddělení. Boudník zasvětil Hampla do svých grafických technik a seznámil ho s Bohumilem Hrabalem a Jiřím Kolářem. Vysočanský okruh, ke kterému se v polovině 60. let připojil i Oldřich Hamera, je v dějinách moderního českého umění zcela ojedinělým fenoménem. Inspirativní myšlenkové prostředí silných osobností Boudníka, Hrabala a Koláře i každodenní syrová realita práce v továrně znamenaly zlom v estetickém chápání a technickém zpracování uměleckých artefaktů.
V letech 1955–1960 Josef Hampl studoval na soukromé Škole dekorativních umění v Praze u prof. Jaroslava Masáka a u sochaře Ivana Lošáka z Ukrajinské akademie. Navštěvoval také večerní přednášky z historie umění na Výtvarné škole Václava Hollara (prof. J. Wage) a s ostatními studenty se zúčastnil malování v plenéru v jižních Čechách. Knihy o moderním výtvarném umění mu půjčoval Jiří Kolář, který byl také jeho prvním kritikem i sběratelem. O řádném studiu na výtvarné škole v 50. letech nemohl uvažovat kvůli původu z rodiny živnostníka. Po absolvování vojny mu ve studiu bránila i starost o rodinu.
Josef Hampl samostatně vystavoval od roku 1964. Během dočasného uvolnění režimu ve druhé polovině 60. let dostal nabídku pracovat jako asistent v grafické dílně Akademie výtvarných umění v Praze, která sloužila ateliérům prof. Vojtěcha Tittelbacha, Ladislava Čepeláka a Jiřího Johna. Zde přečkal celé období normalizace. Zatímco v Československu vystavoval pouze v malých neoficiálních galeriích, byl po celá 70. a 80. léta zván na přehlídky grafického umění ve světě a stal se známým v Belgii, Německu, Rakousku, Španělsku, Itálii, Maďarsku, Francii, Polsku, Japonsku a Spojených státech amerických. Od konce 60. let se nesoustavně zabýval také sochařskou tvorbou a uskutečnil třicet akcí a instalací v přírodě a interiérech. Od 70. let se účastnil celosvětových projektů Mail Artu.
Do roku 2017 měl 84 autorských výstav v České republice a zúčastnil se 600 společných výstav, z toho 380 v zahraničí. Po roce 2000 pracoval po většinu roku ve svém ateliéru na venkově a v roce 2009 se tam odstěhoval. Byl členem výtvarného odboru Umělecké besedy, volného sdružení Papiriál a Künstlergilde v Německu.
Josef Hampl vytvořil rozsáhlé invenční dílo, jehož význam pro české umění nebyl ještě zcela doceněn. Dosud čeká na své zhodnocení a plné vřazení do celkových souvislostí.

### Ocenění
- 23. Cena Vladimíra Boudníka za významný tvůrčí přínos české grafice (2017)

## Dílo
V 50. letech se Josef Hampl učil realistickou malbu a vyzkoušel různé grafické techniky (suchá jehla, linoryt, dřevořez). Seznámení s Vladimírem Boudníkem zásadně ovlivnilo jeho další tvorbu. V letech 1959–1962 se zabýval strukturální a aktivní grafikou a dělal slepotisky z reliéfních matric (Aktivní grafika, 1961). V abstraktních strukturálních obrazech využíval jako reliéfních prvků například nalezené škraloupy průmyslových syntetických barev nebo písek se syntetickým pojivem (Pomalá katastrofa, 1963; Modrý neklid, 1965). Jeho práce z období první poloviny 60. let charakterizuje tvůrčí hledání a zkoumání dalších výtvarných prostředků ve snaze potlačit a překonat silný impulz Boudníkova grafického díla.
V letech 1964–1965 převažují v jeho grafických listech, vytvořených nejrůznějšími technikami, kruhové motivy jako symbol planet. Obrazy mají temné barvy a obvykle kombinují strukturální grafiku s reliéfní malbou nebo asambláží (Prostor ticha, 1965). Vytvořil také sérii grafik s užitím frotáží kaligrafického písma ze starých židovských náhrobních kamenů. V jeho dílech postupně převážila potřeba pevného řádu a v cyklu tzv. kontratypů z konce 60. let kombinoval abstraktní monotypy s pravidelnými rastry vytvořenými pomocí šablon.

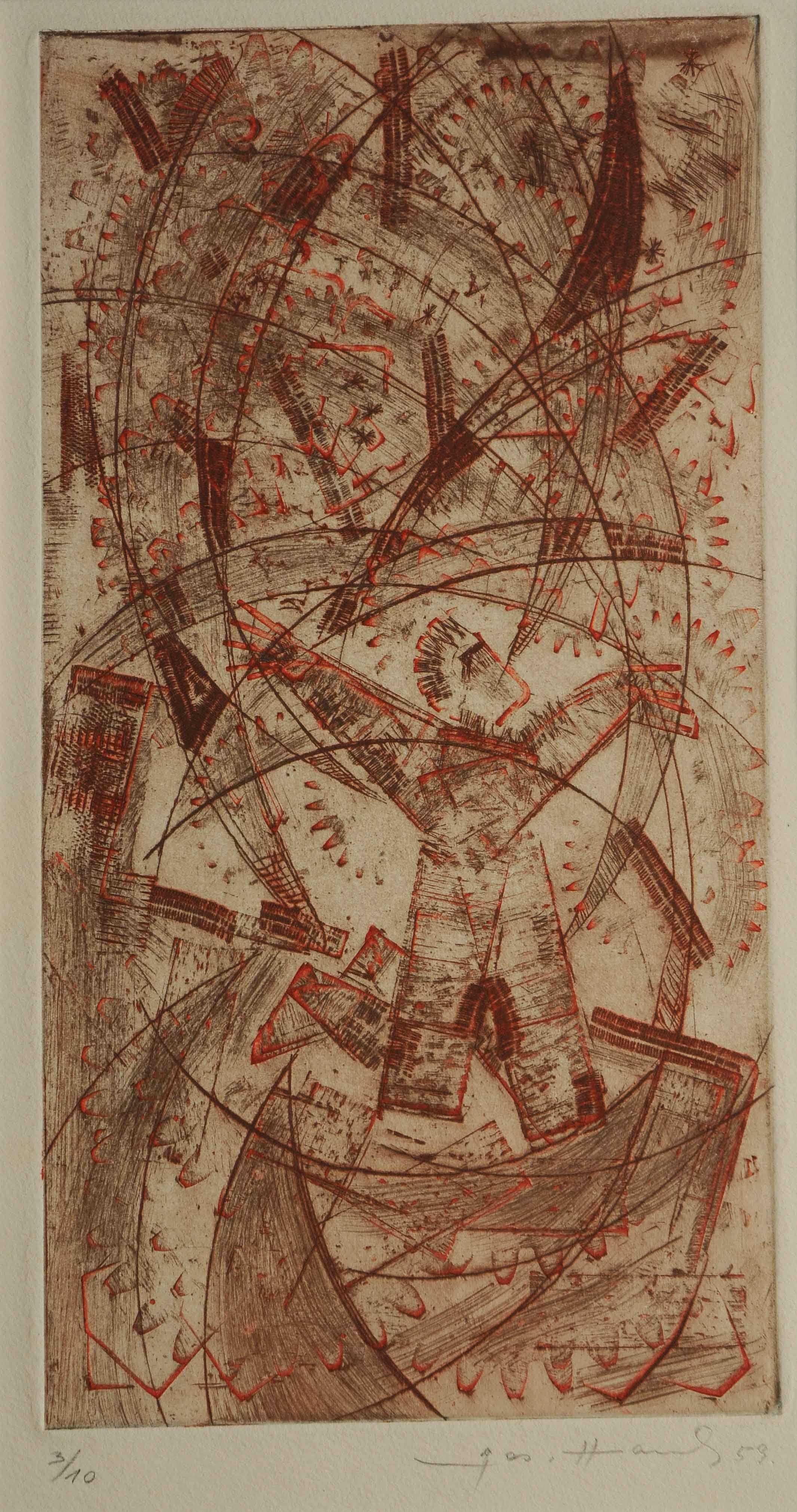
Bez názvu, aktivní grafika, 1959
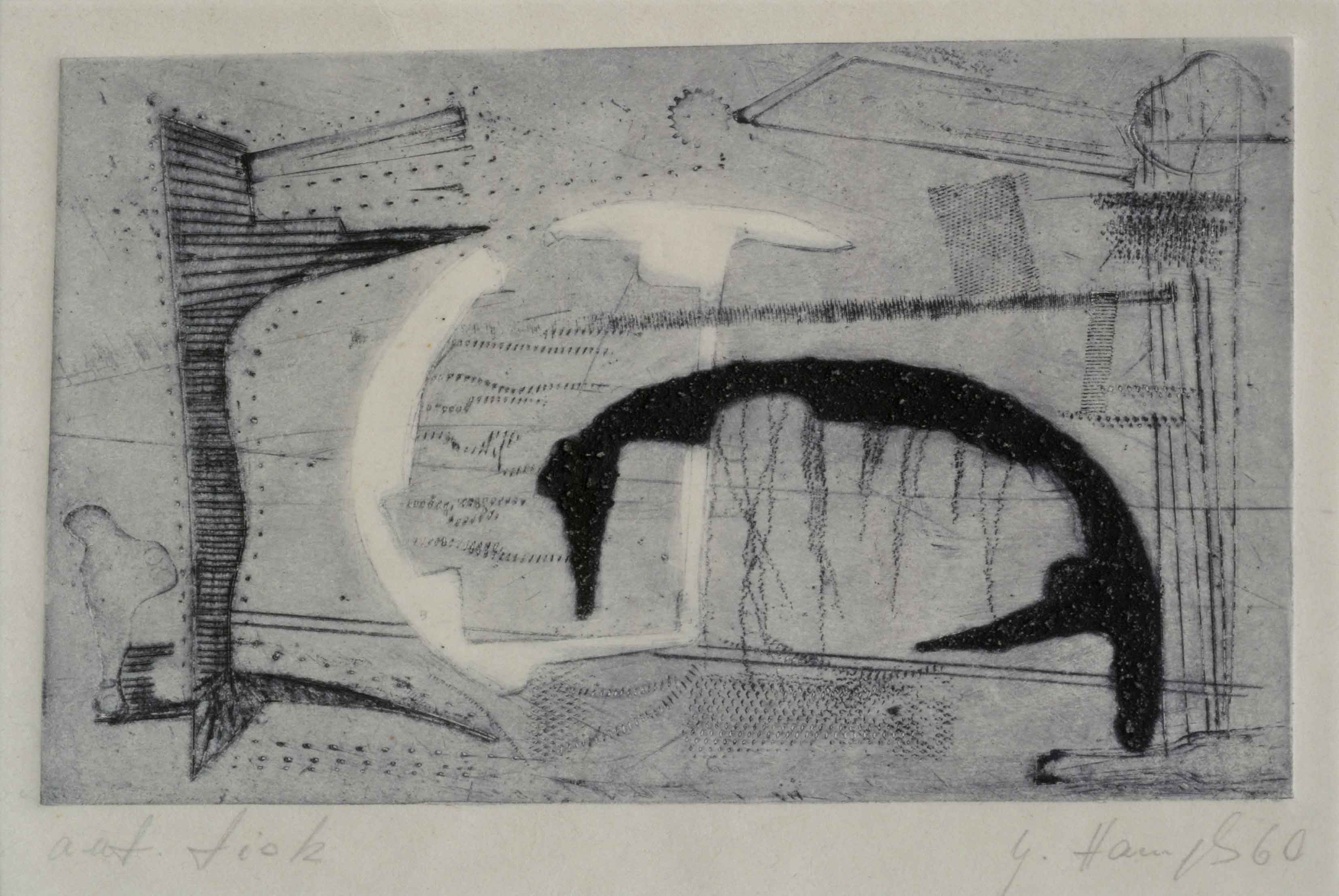
Hudební kompozice, kombinovaná technika, 1960
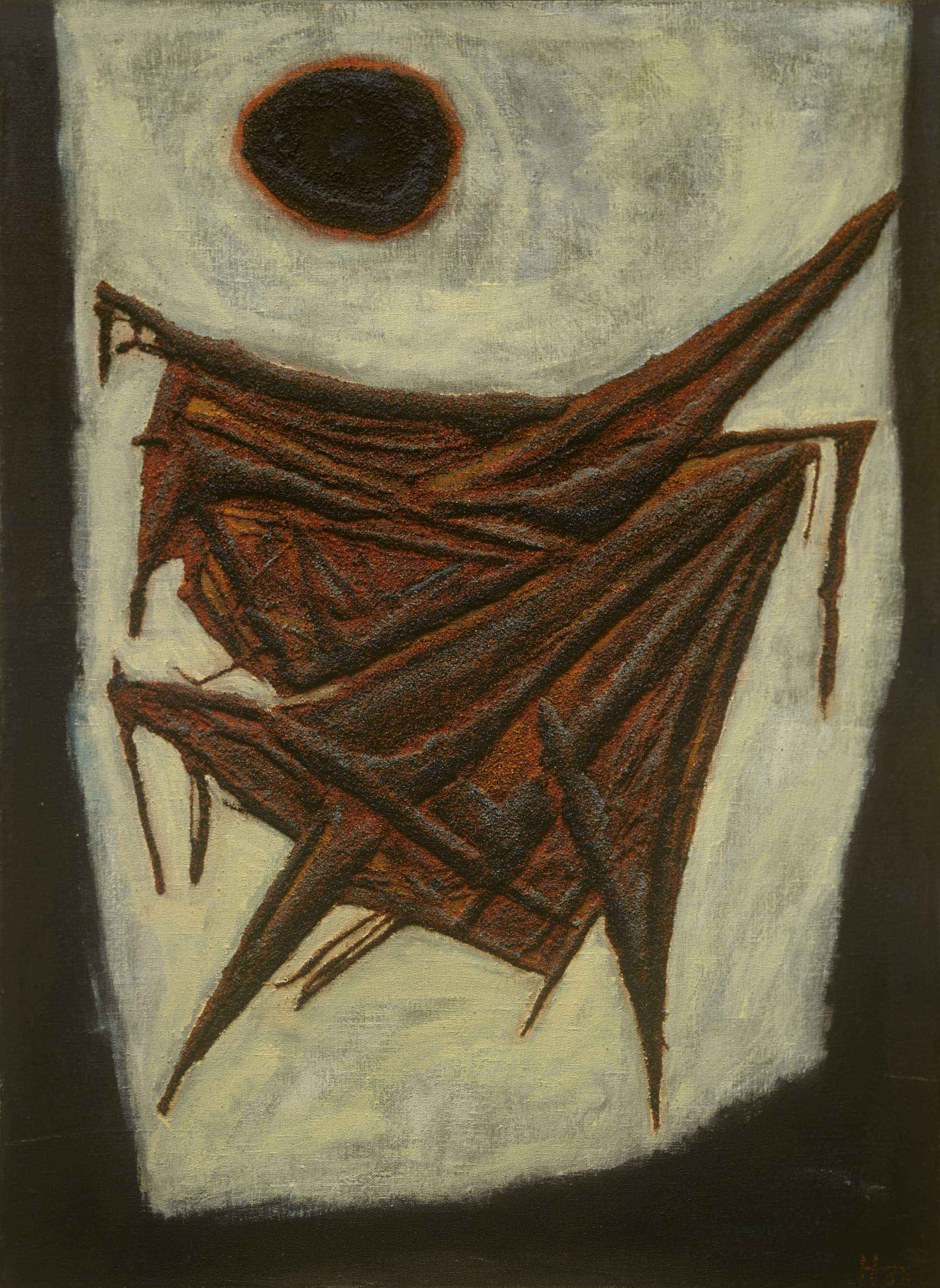
Pomalá katastrofa, kombinovaná technika, 1963
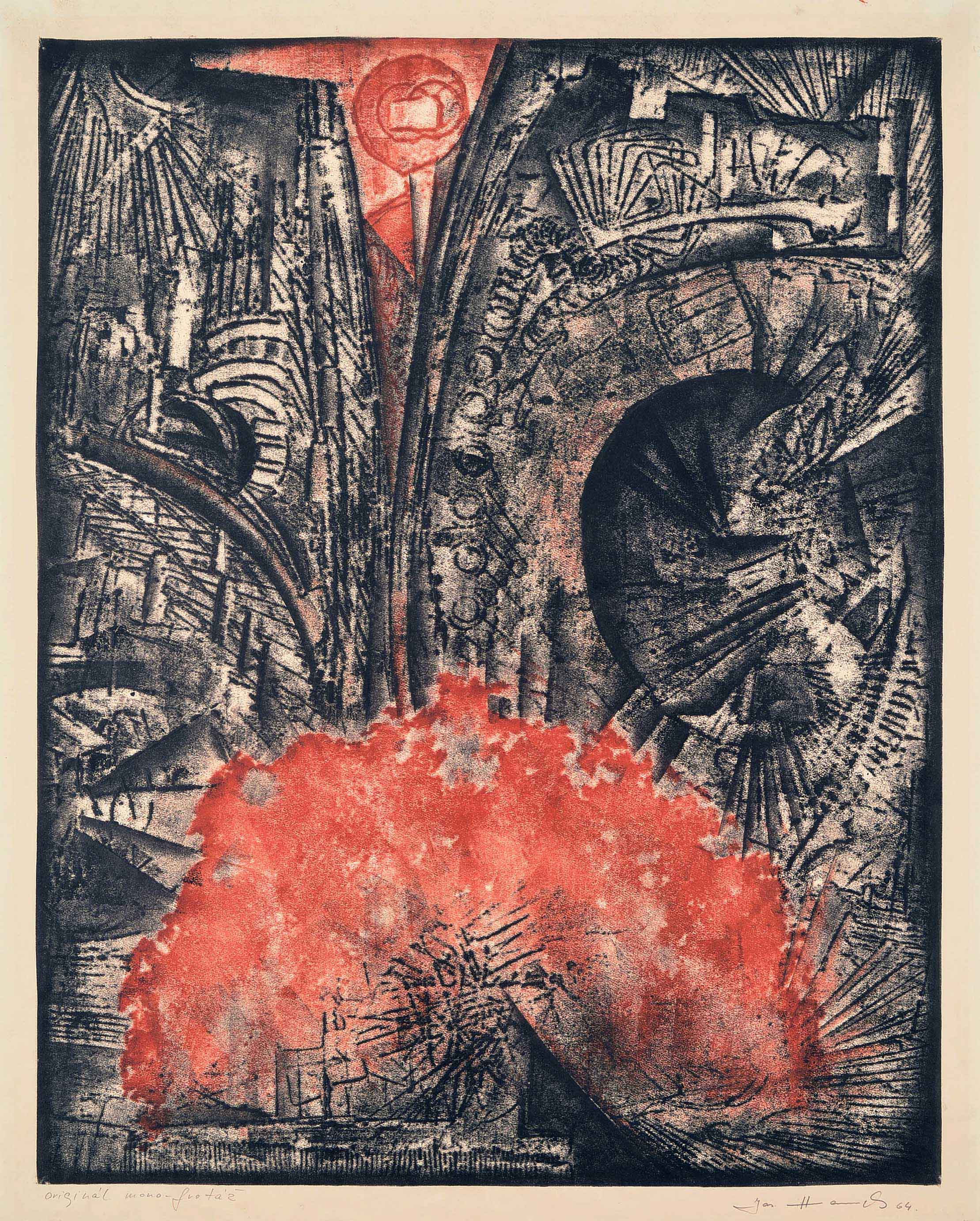
Erupce I, monofrotáž, 1964
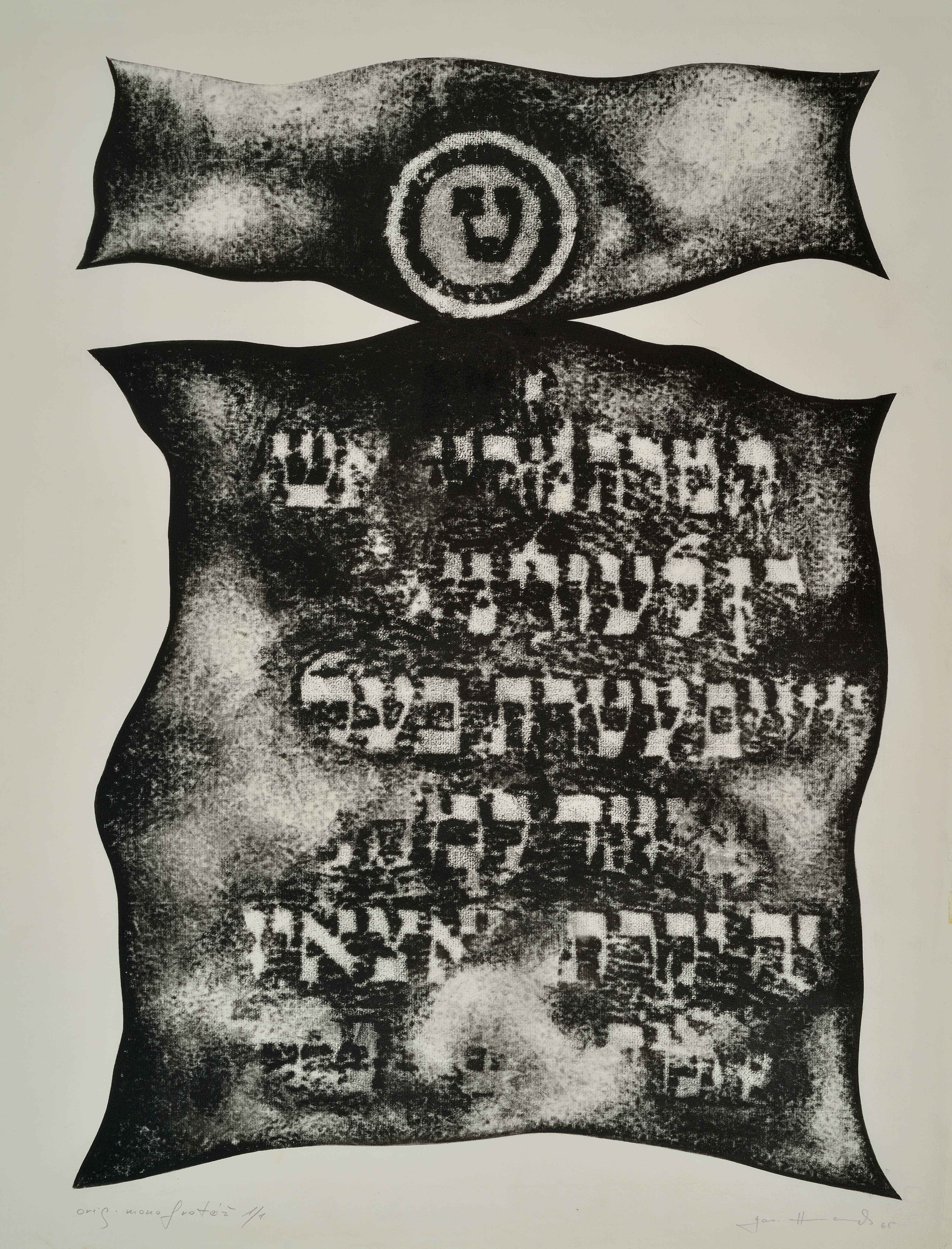
Bez názvu, monofrotáž, 1965
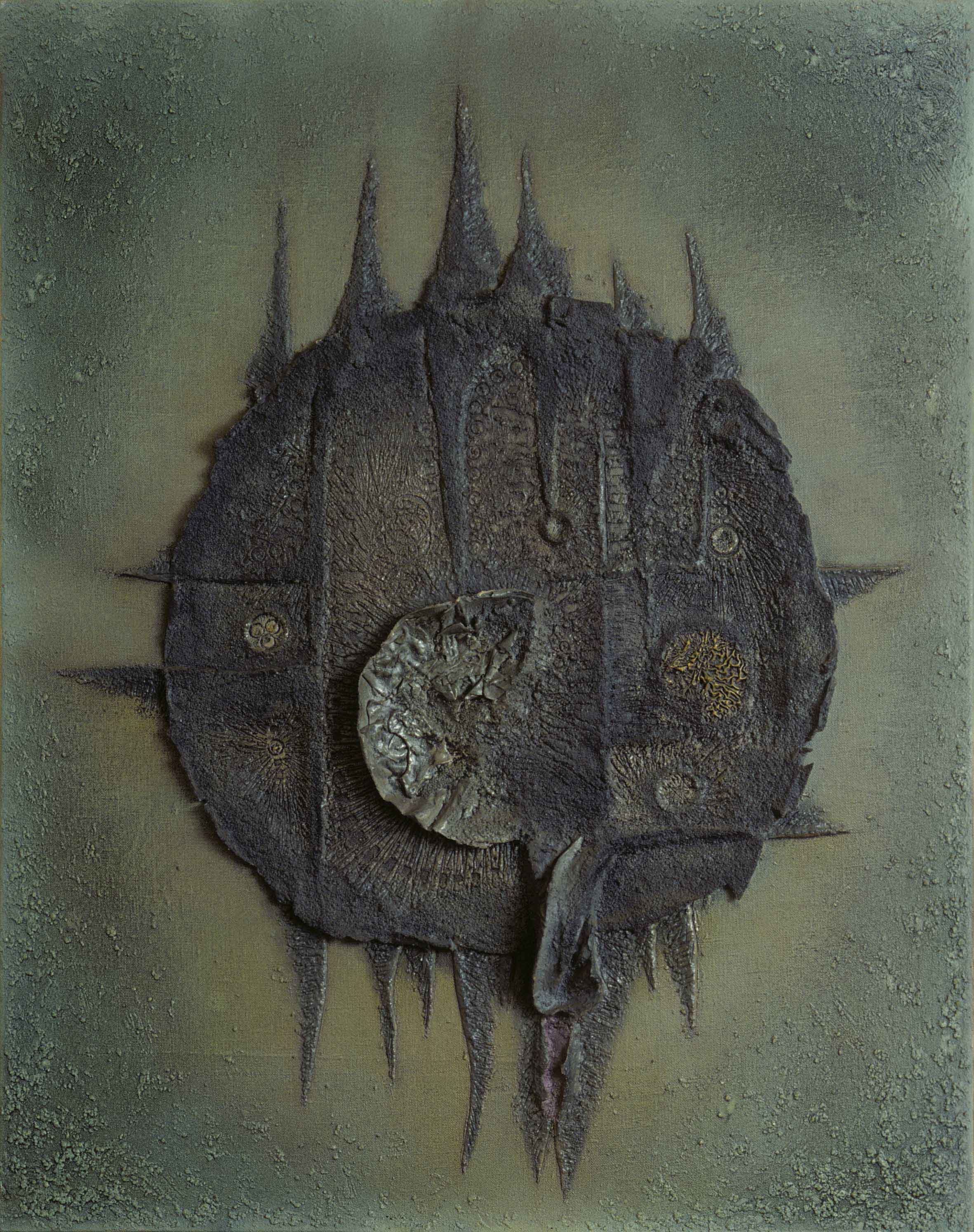
Prostor ticha, kombinovaná technika, 1965–1966
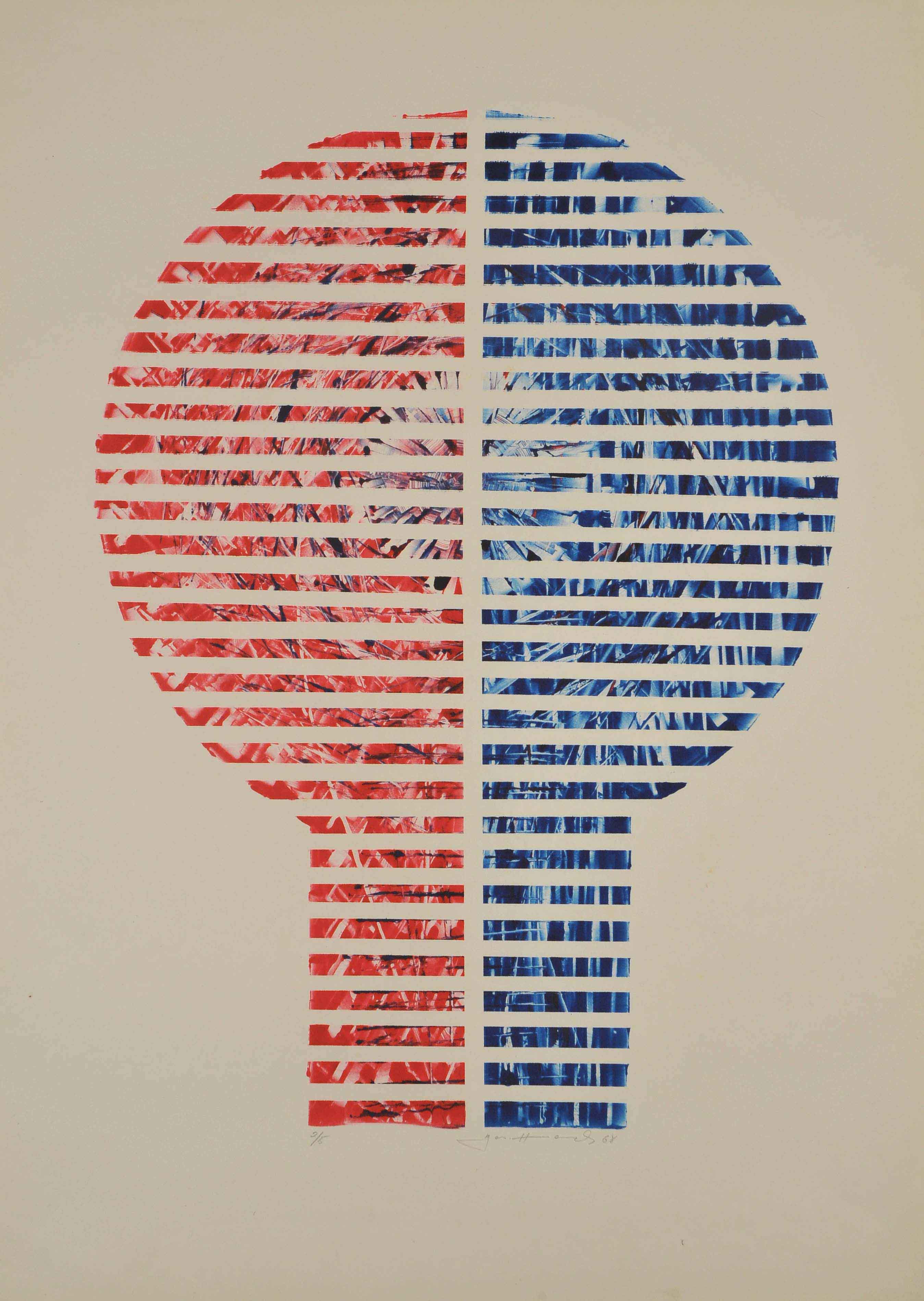
Hlava IX, kontratyp, 1968
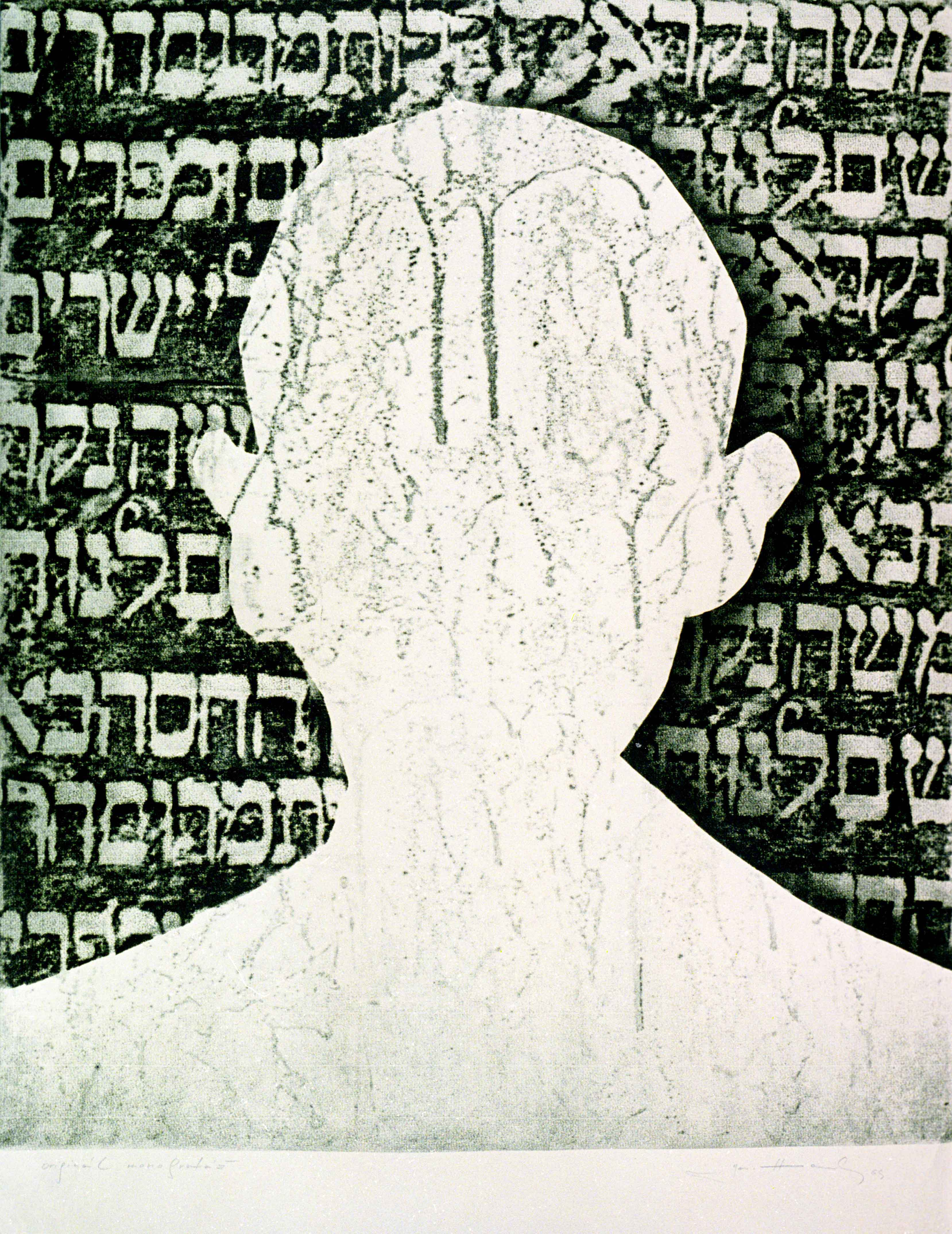
Kafka, monofrotáž, 1969

Na počátku 70. let se Hamplova tvorba vyvíjela ve znamení „nové citlivosti“, utvářené signální barevností a prací s ryze geometrickými prvky. Jeho kresby z roku 1974 jsou naproti tomu minimalistické geometrické obrazce – autor si vystačí pouze s červenými čarami ohraničenými černou linkou. V 70. letech tvořil také konstruktivistické obrazy s možností měnit uspořádání kompozice různým nastavením pohyblivých prvků. Ofsetové černobílé tisky na plátně a monochromní geometrické reliéfní obrazce z let 1976–1977 svým uspořádáním již zčásti předjímají některé šité koláže 80. let. Hamplovy geometrické kompozice se svou meditativností vymykají klasickým dobovým tendencím konkrétního umění.
Pro období normalizace byly charakteristické různé soukromé happeningy a konceptuální výtvarné akce v přírodě (R. Němec, E. Brikcius, I. Kafka, J. Beránek). Josef Hampl v roce 1976 vytvořil ve spolupráci se svou třetí manželkou, fotografkou Hanou Hamplovou sérii prostorových instalací pomocí dlouhých pruhů organtýnu, nazvanou Akce šipka. V 80. letech na tyto aktivity navázal (Hry s kostkou, 1982; Překřížení, 1983; Chmelnice Mutějovice, 1983; Labyrint, 1984; Schody do nebe, 1985).

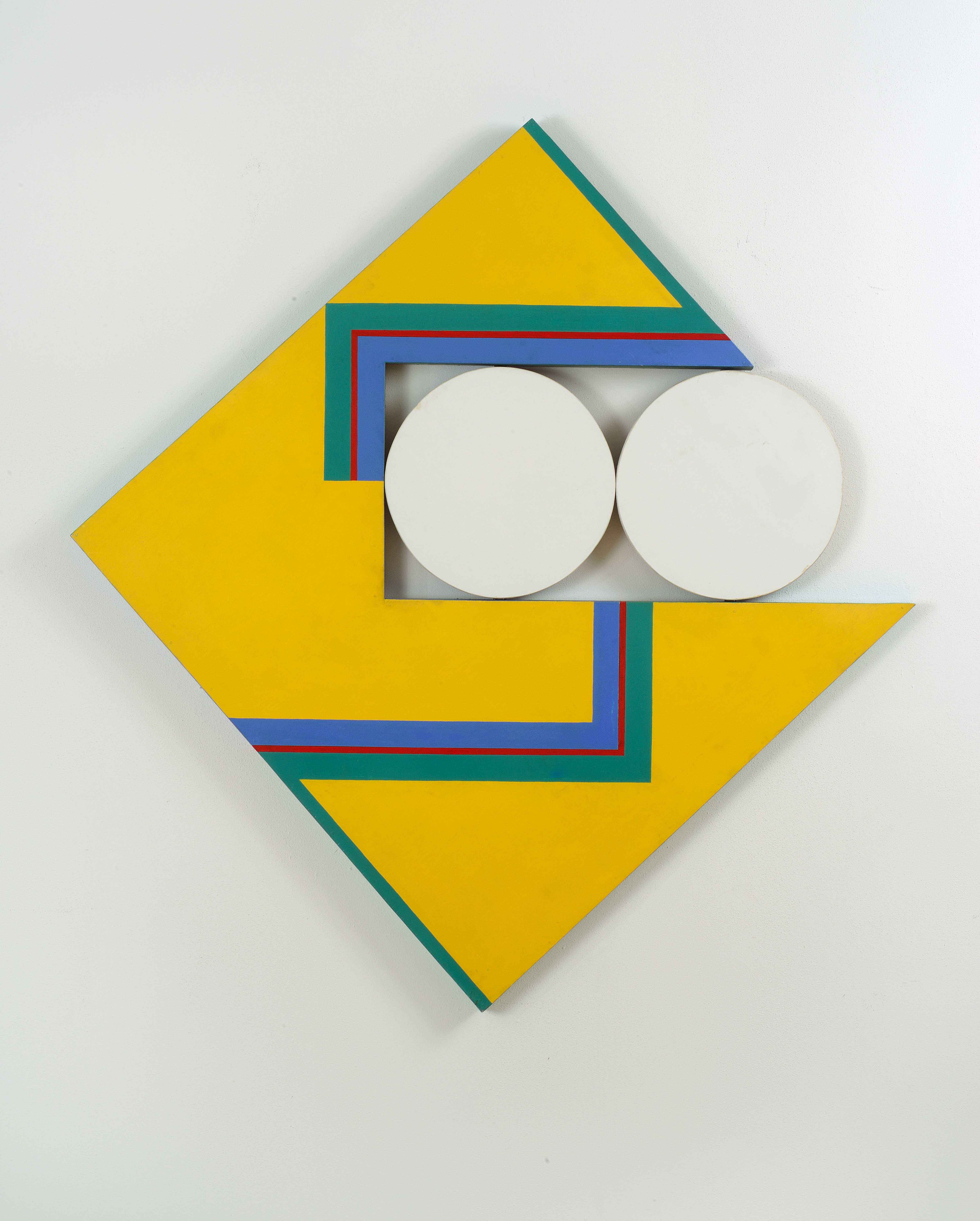
Série RB 20-70, olej, 1970
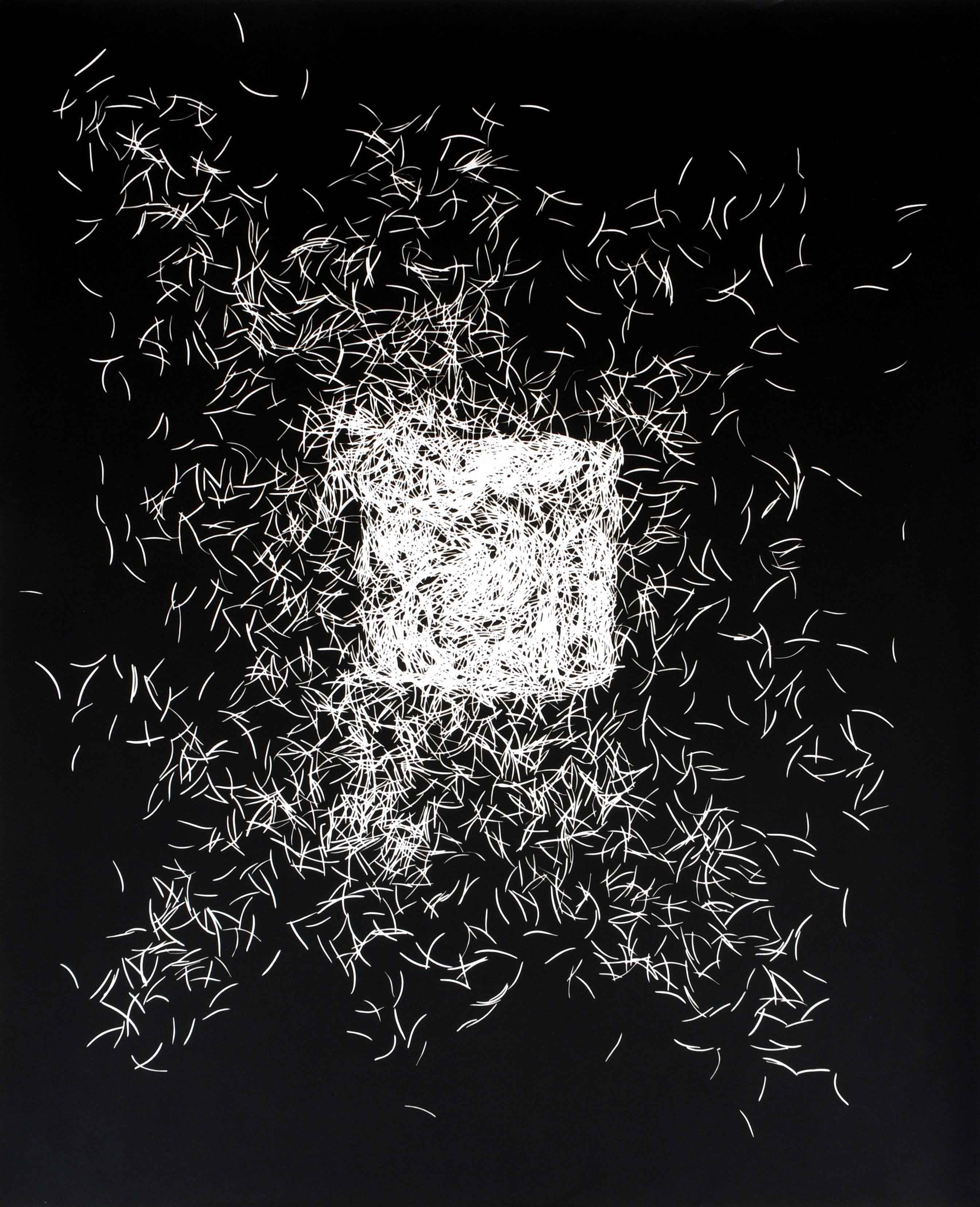
Bez názvu, fotogram 4, 1975
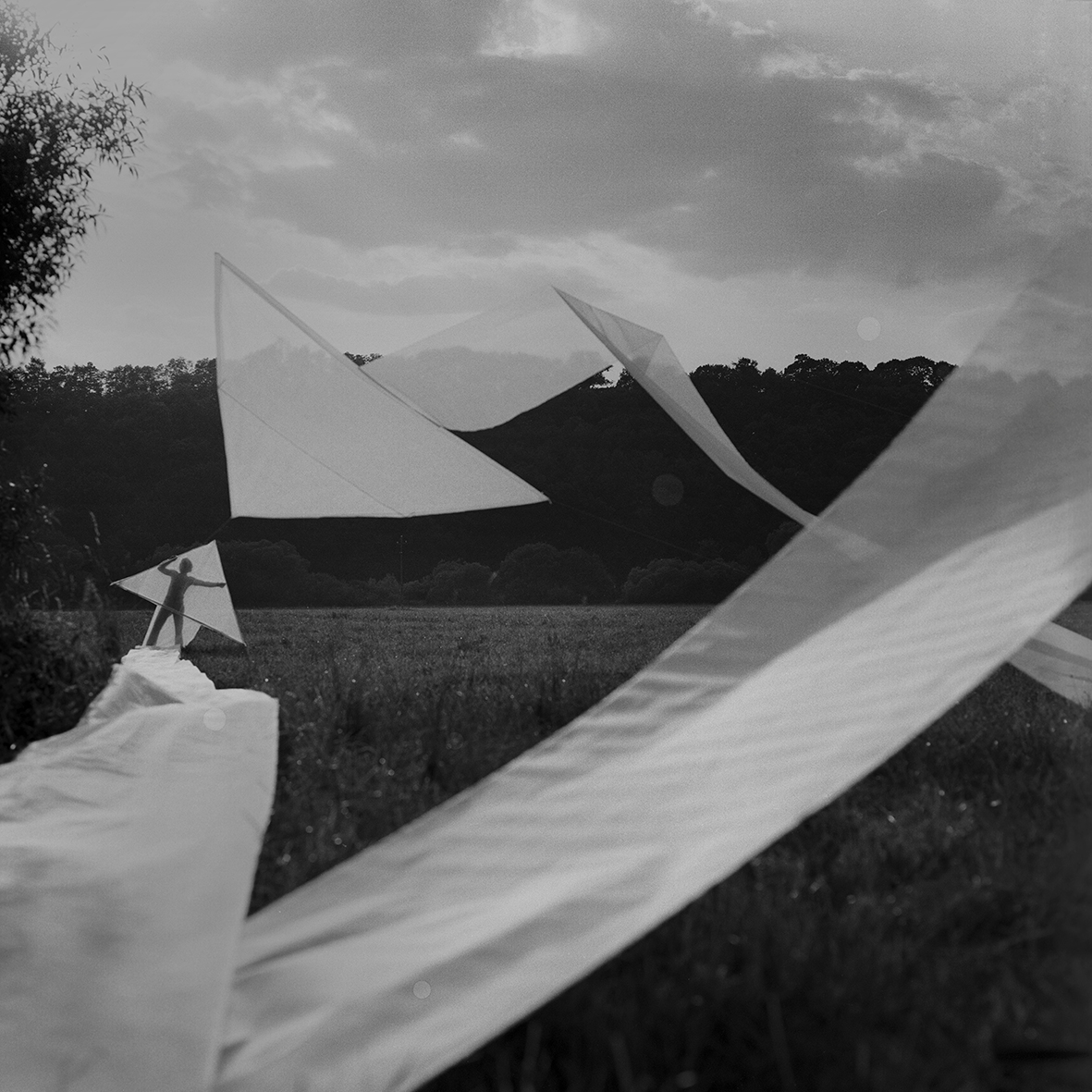
Akce Šipka, organtýn, 1976
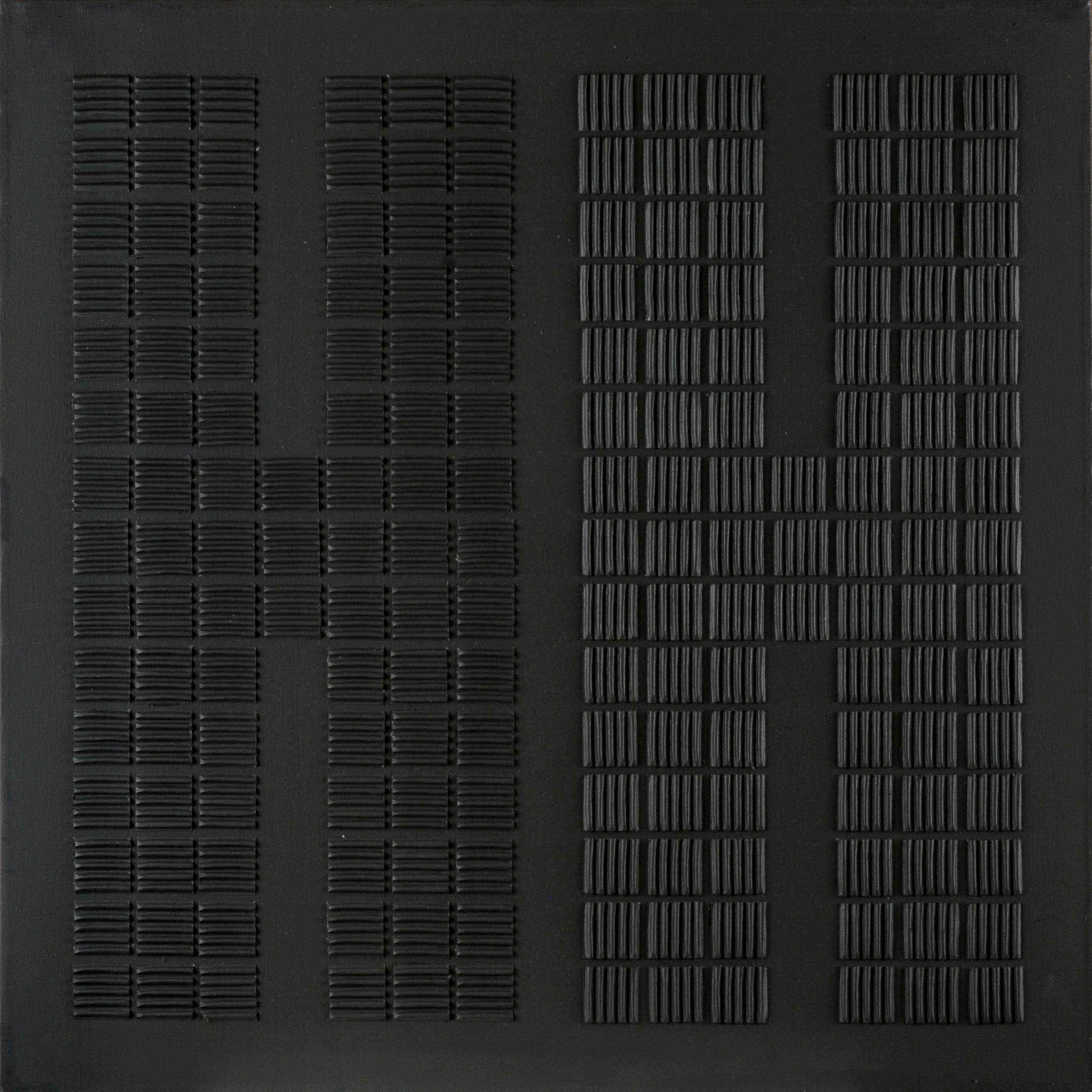
H systém (3), kombinovaná technika, 1977
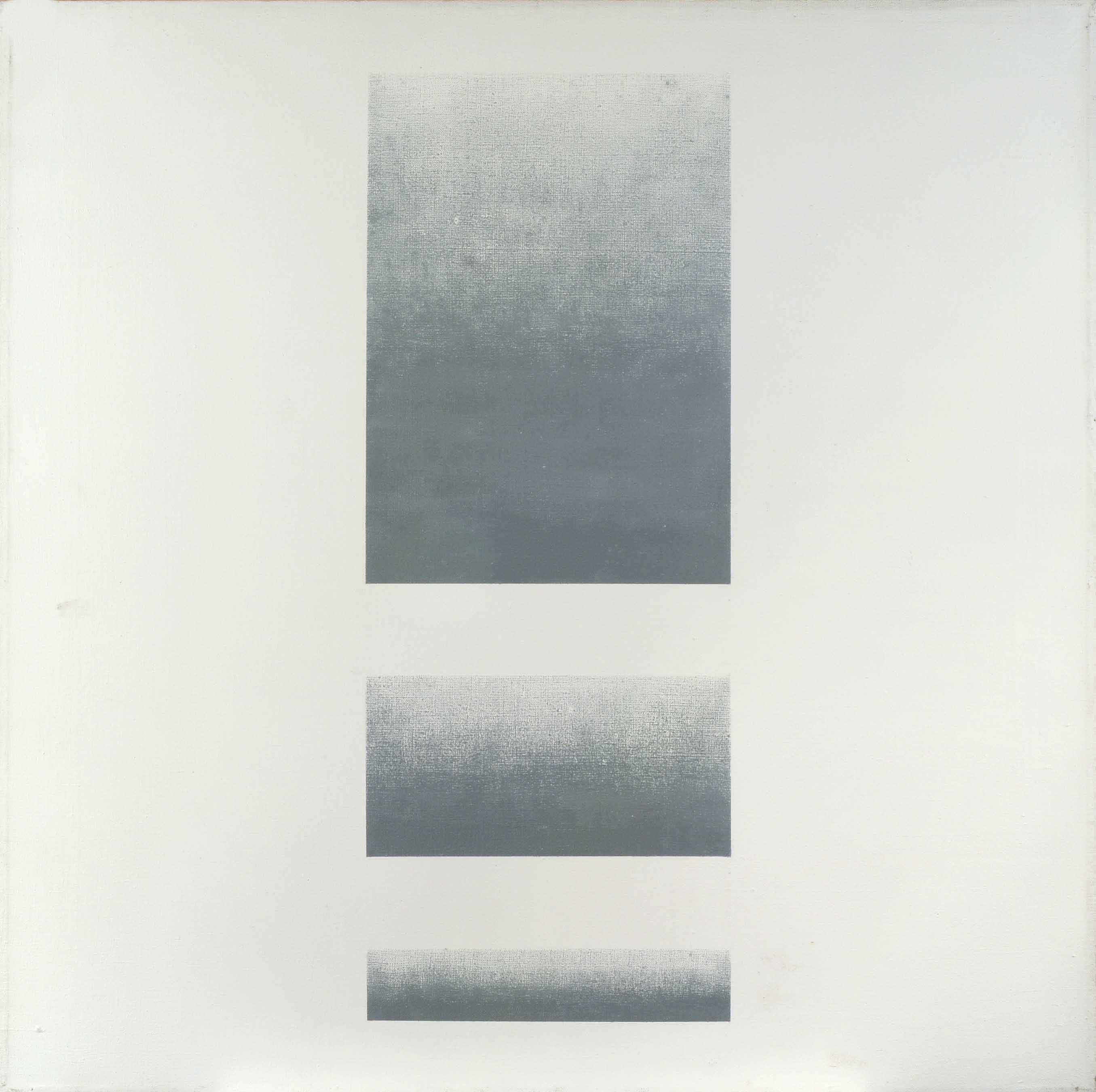
A (7), ofset na plátně, 1977
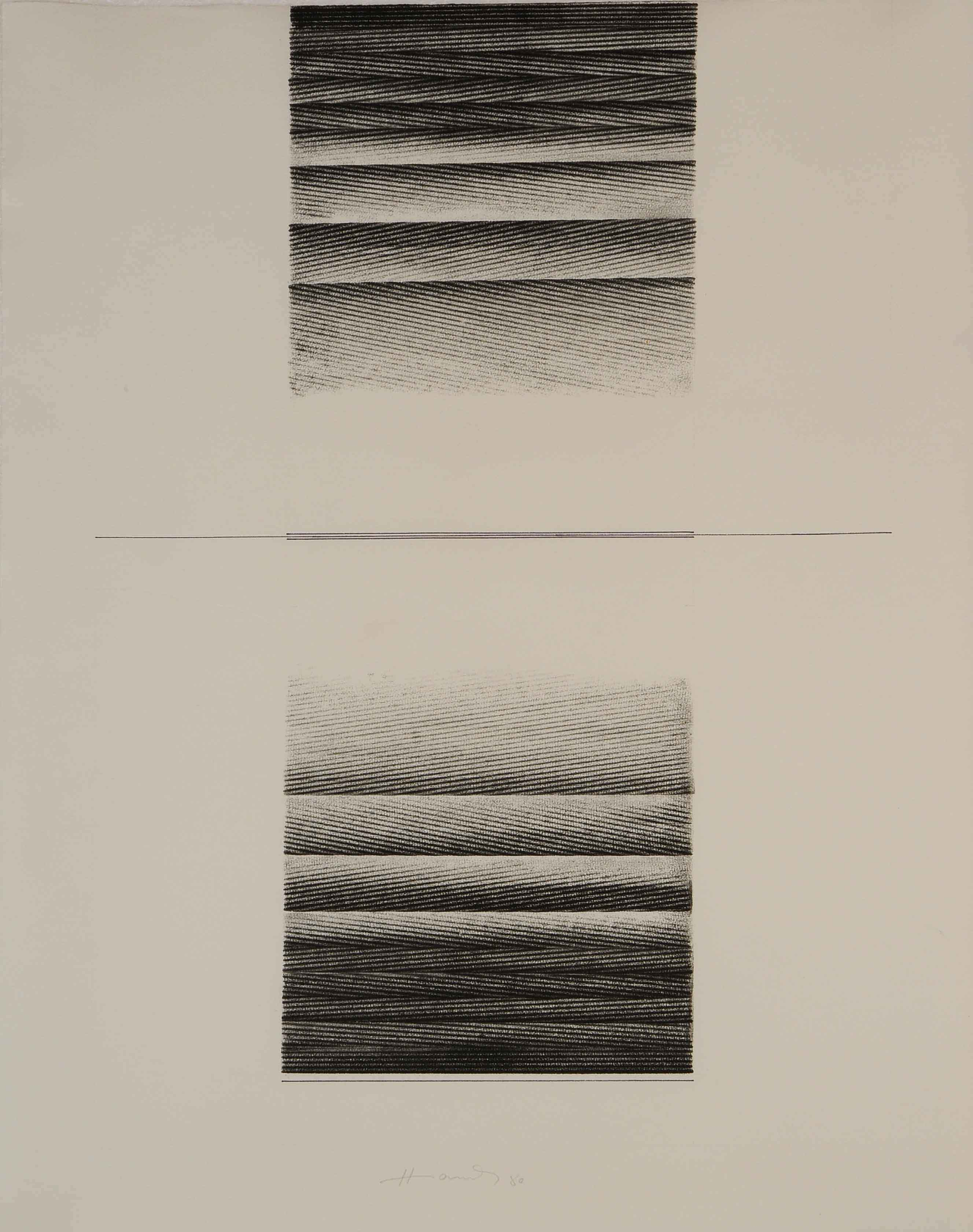
Rotace šrafůry 2, frotáž, 1980
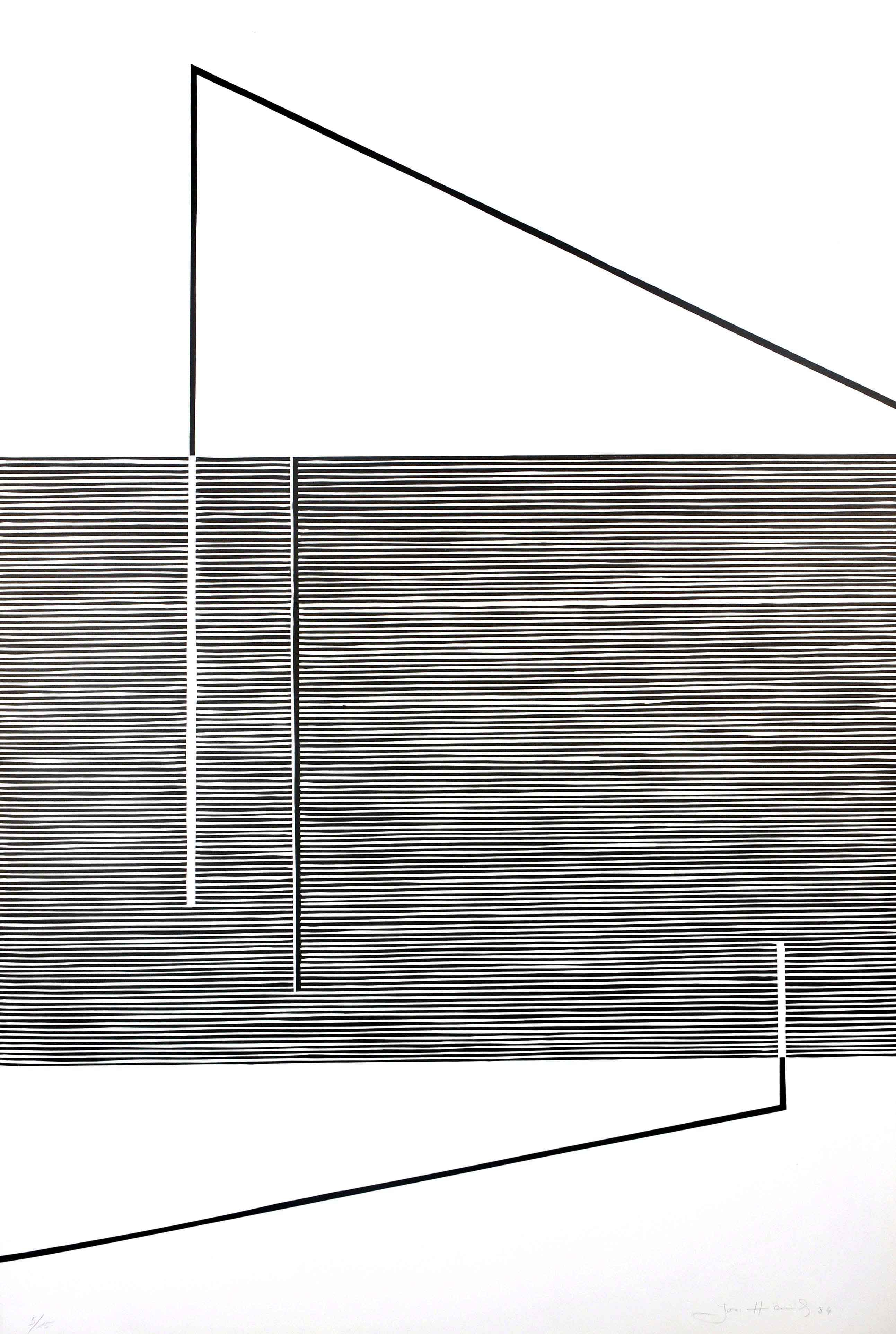
Sektor II, linořez a perforáž, 1984
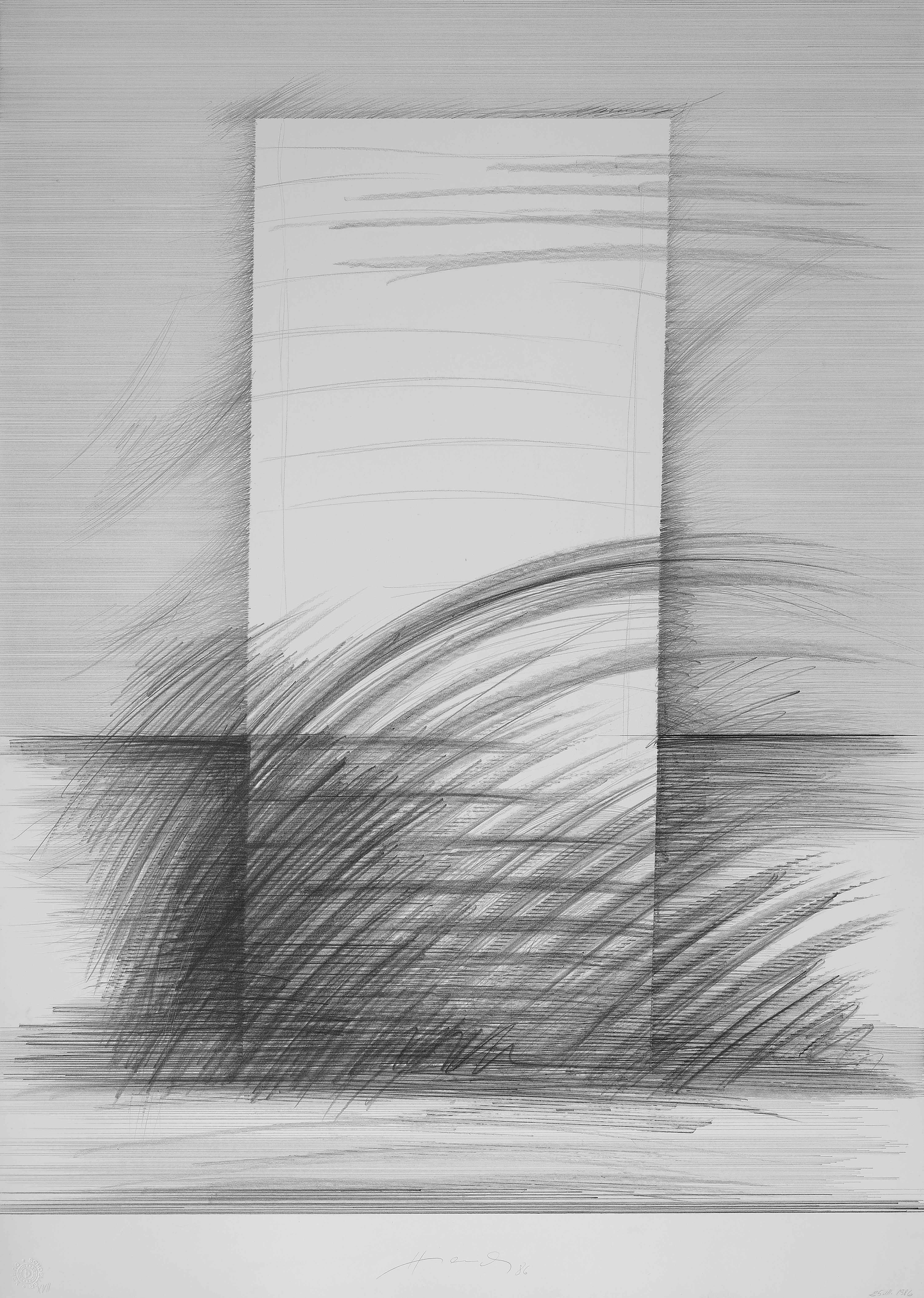
Z cyklu IX, kresba a perforáž, 1986

V grafických listech a tužkových kresbách, kombinovaných s frotáží a perforováním (Horizontální struktura – Dialog, 1980; Šrafování 22, 1980) se již objevuje důsledné horizontální uspořádání kompozice, které je charakteristické pro první šité papírové koláže (Vrstvení s modrou, 1984) a pro černobílé kresby kombinované s šitím z poloviny 80. let. Samotný název celého rozsáhlého cyklu Nepostižitelné hry (1982–1987), se soustředěně meditativní symbolikou jemně rytmizovaných vzorců, vypovídá o citlivosti a zranitelnosti lidské duše i přírody. Jednoduché kresebné obrazce kombinované s chomáči volných černých nití, které jsou pokračováním kresby v prostoru, působí na bílém plátně, rozděleném horizontálními šitými černými liniemi, čistým a křehkým dojmem jako japonské kaligrafie. Rozměrná díla k zavěšení mezi dvěma kulatými dřívky, uschovávaná v roli, jsou principiálně vlastně japonská kakemona tj. zavěšená věc nebo kakejiku – zavěšený svitek.
Spojení konstruktivistického uspořádání obrazové plochy s pravidelným horizontálním rastrem, vytvořeným šitím se stalo zcela novým a původním přínosem Josefa Hampla samotné technice koláže. Některé práce mají monumentální rozměry (Syntéza, 300 × 640 cm, 1985; Krajina klínu, klín krajiny, objekt 800 × 400 × 300 cm, 1988). V pozdějších letech autor použil k tvorbě koláží materiály, které působí kontrastní barevností nebo strukturou. Vedle nejrůznějších druhů ručních papírů, jejichž estetický účinek spočívá v měnící se struktuře povrchu a nepravidelné skladbě složení, využívá kontrast absolutní černi uhlových průklepových papírů, útržky fotografií, barevné plakáty, krejčovské střihy, použité čajové sáčky, vosí hnízda apod. Místo šití někdy připevňuje útržky papírů pomocí kancelářských svorek, které pak působí jako lineární kresba (Horizontální EPP 2, 2000) nebo vytvářejí autonomní dynamické obrazce (Sonda – plíce, 1999; Nález, 2004).

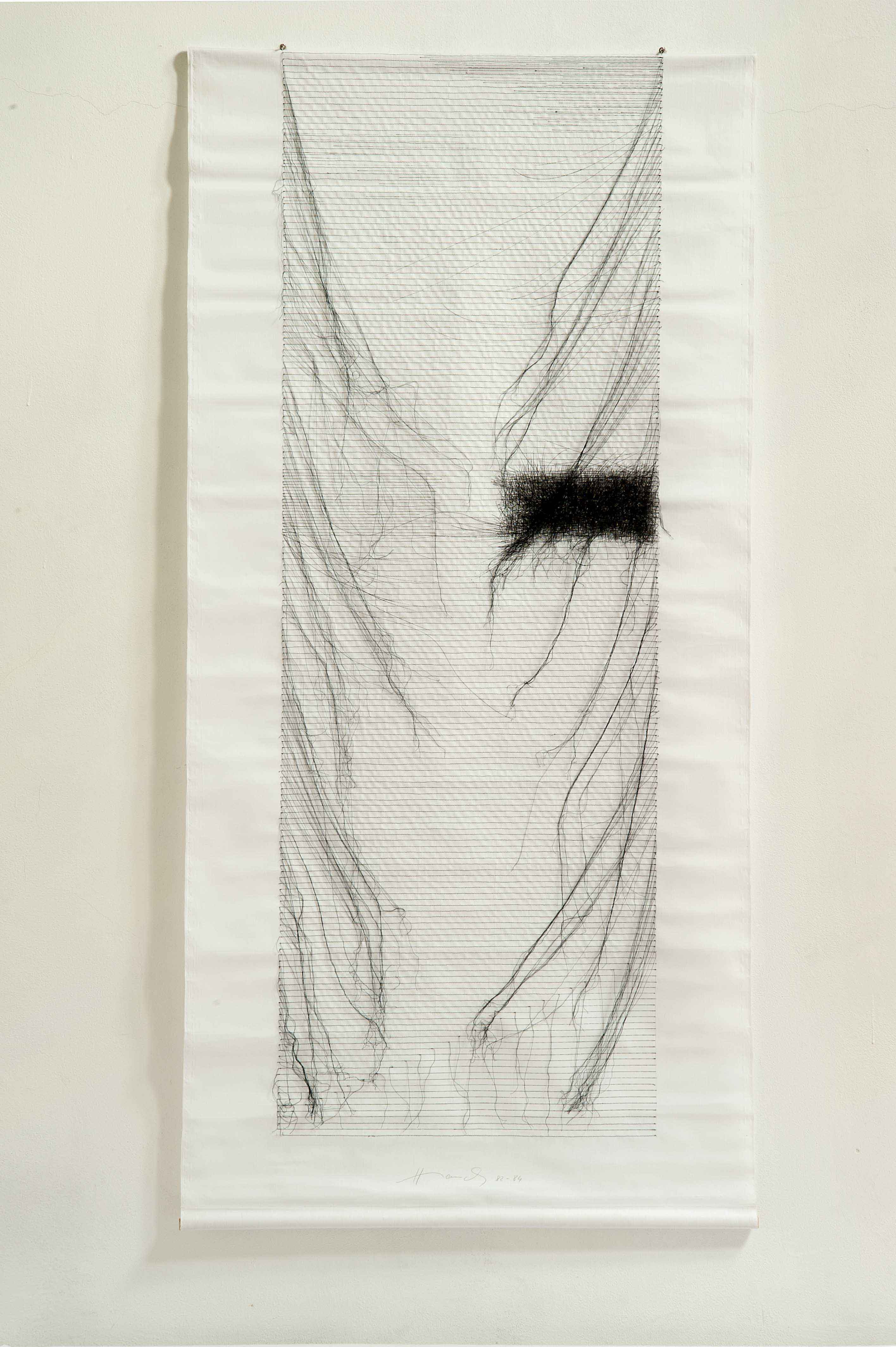
Bez názvu, šitá kresba na plátně, 1982–1984
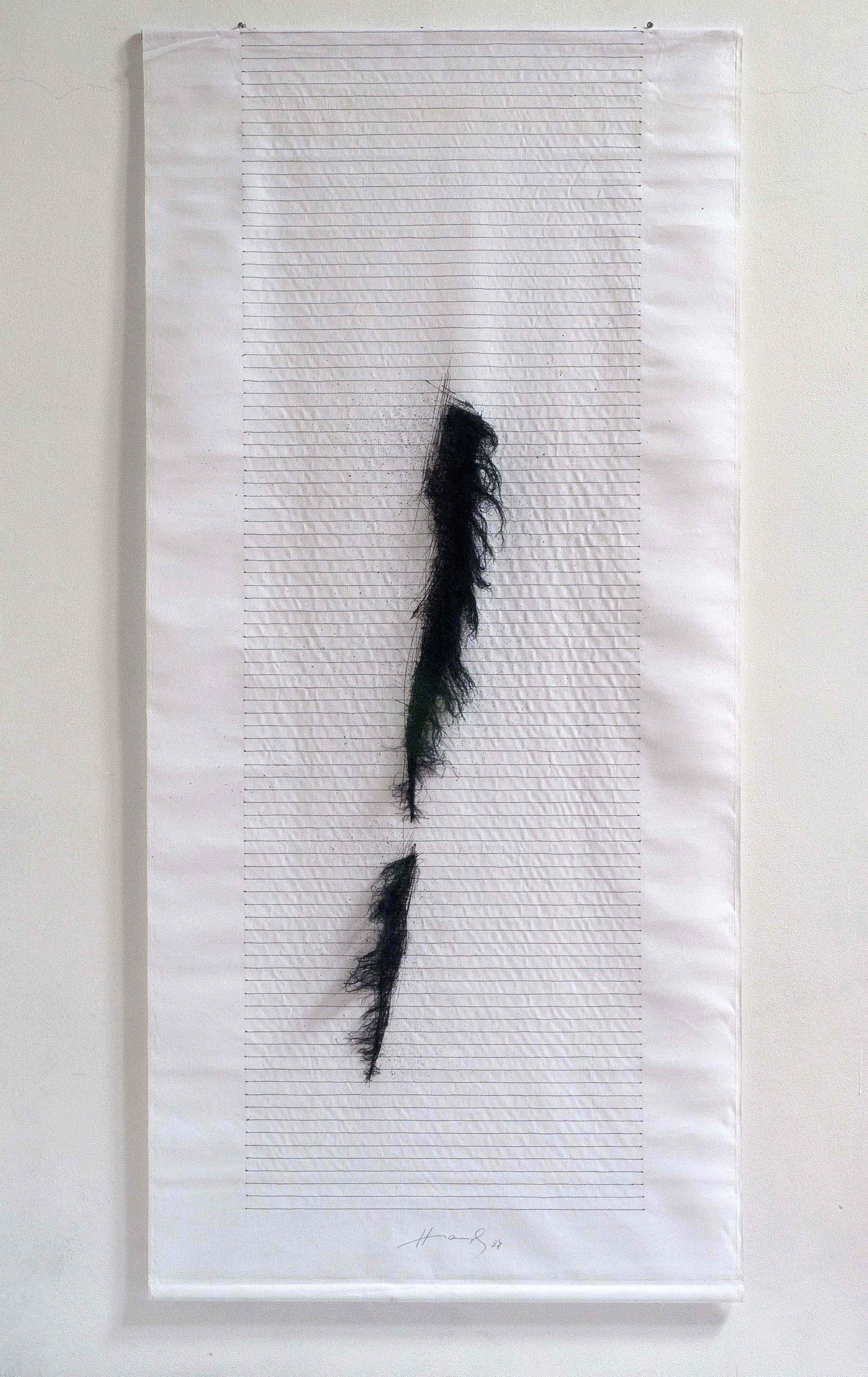
Nepostižitelné hry XIX, šitá kresba na plátně, 1987
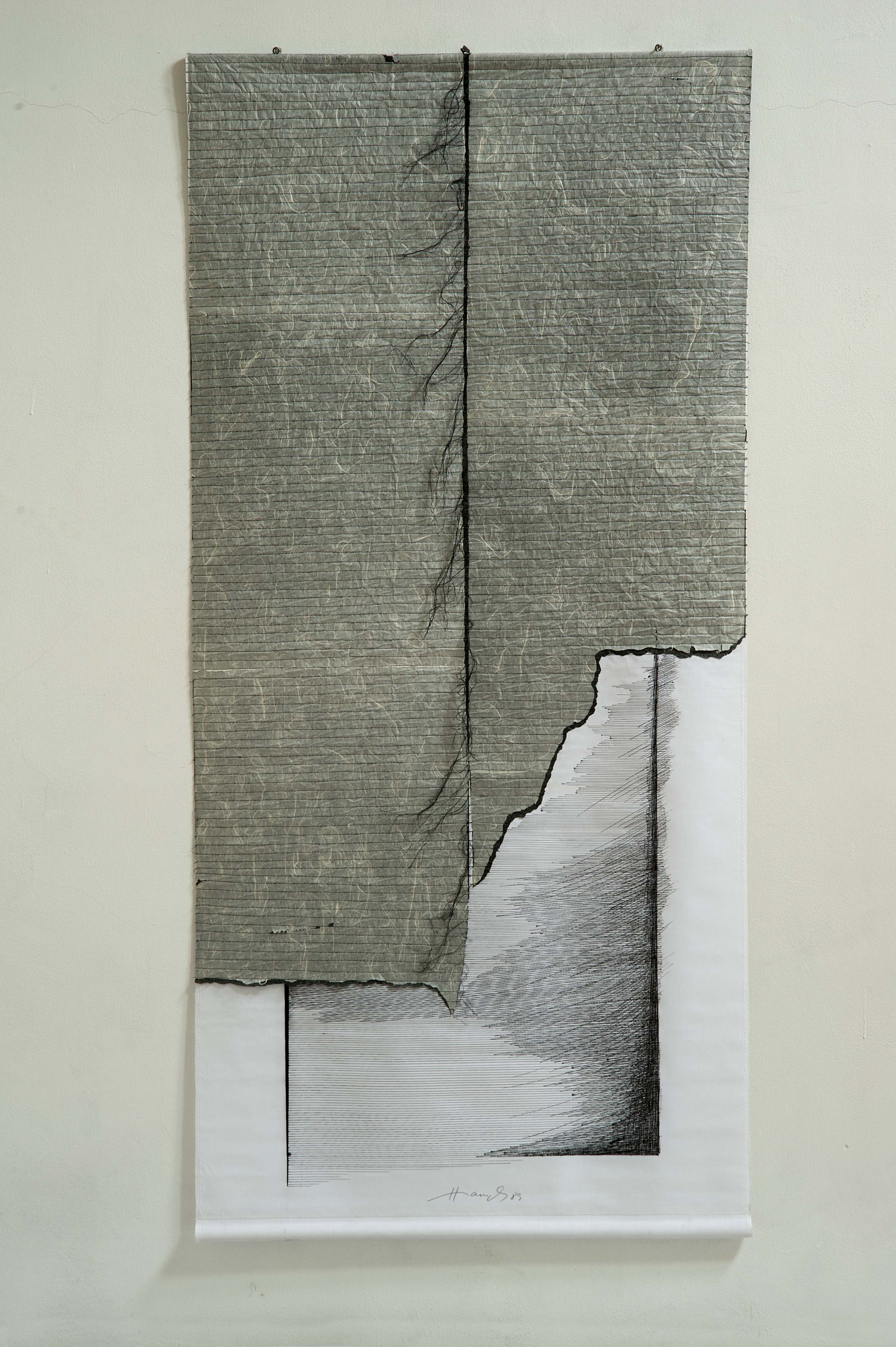
Bez názvu, šitá koláž na plátně, 1989
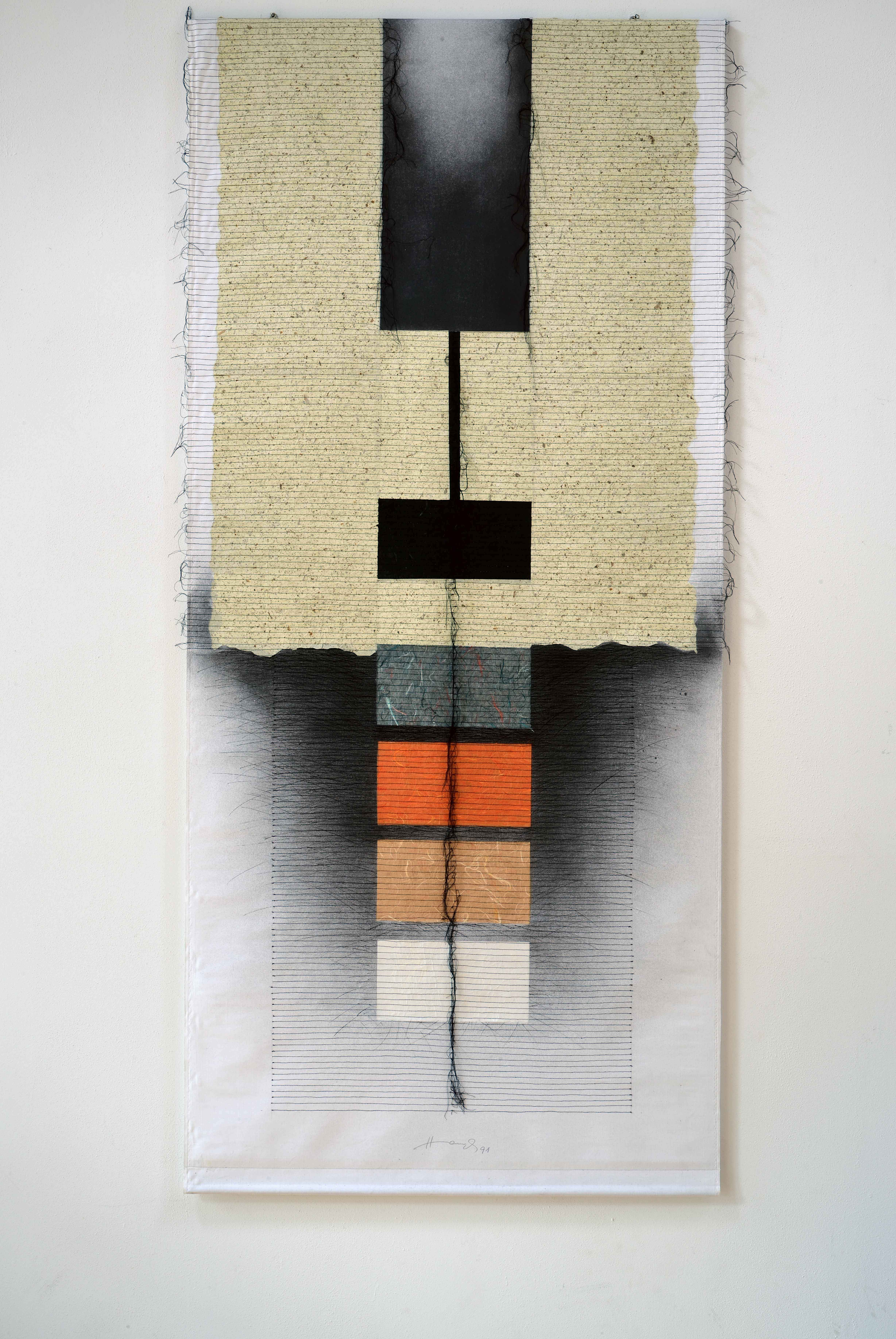
Zpráva, šitá koláž a kresba perem na plátně, 1991
Bez názvu, šitá koláž, 1992
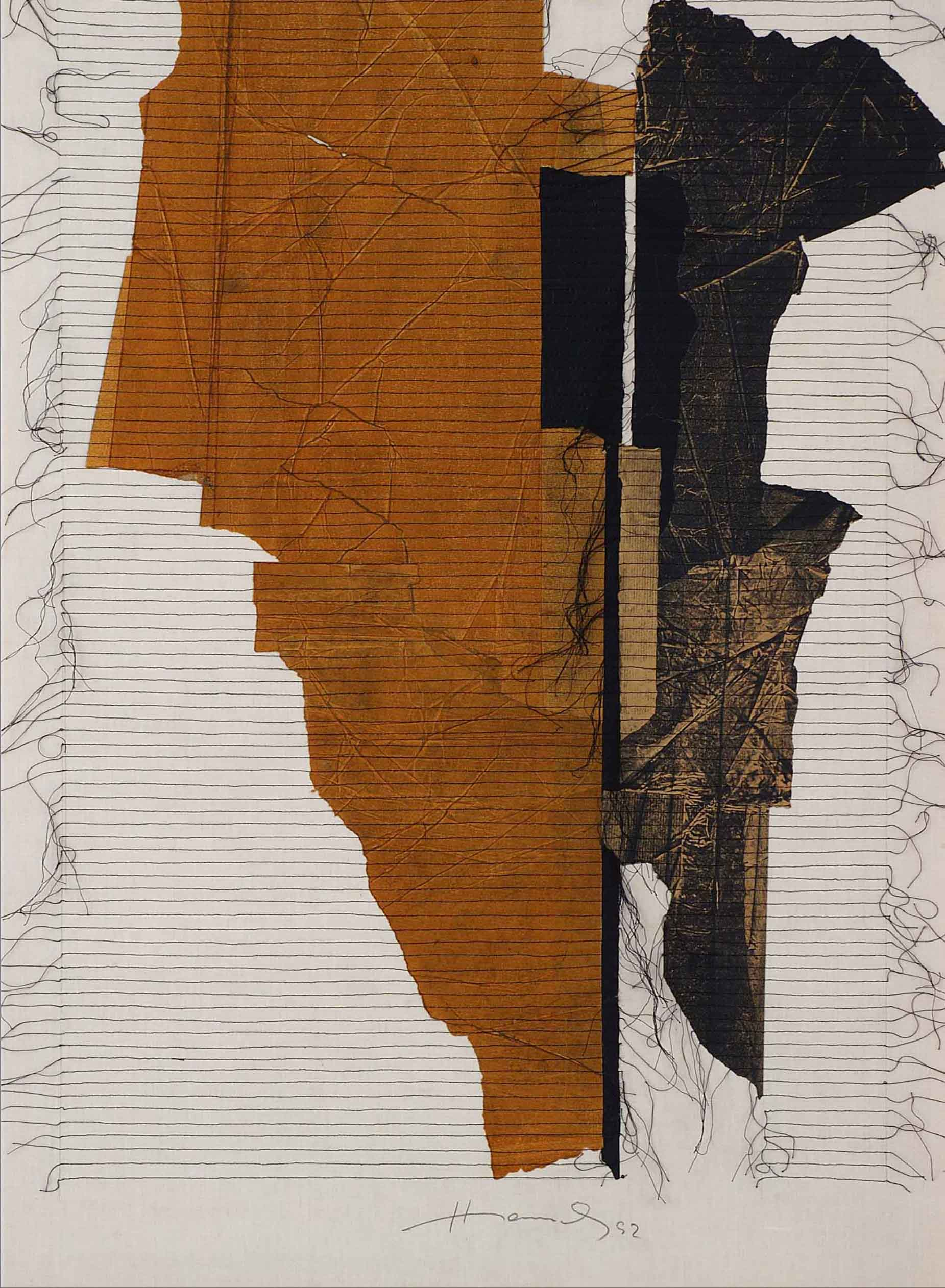
Figura III, šitá koláž na plátně, 1994
Bez názvu, koláž na plátně, 1994
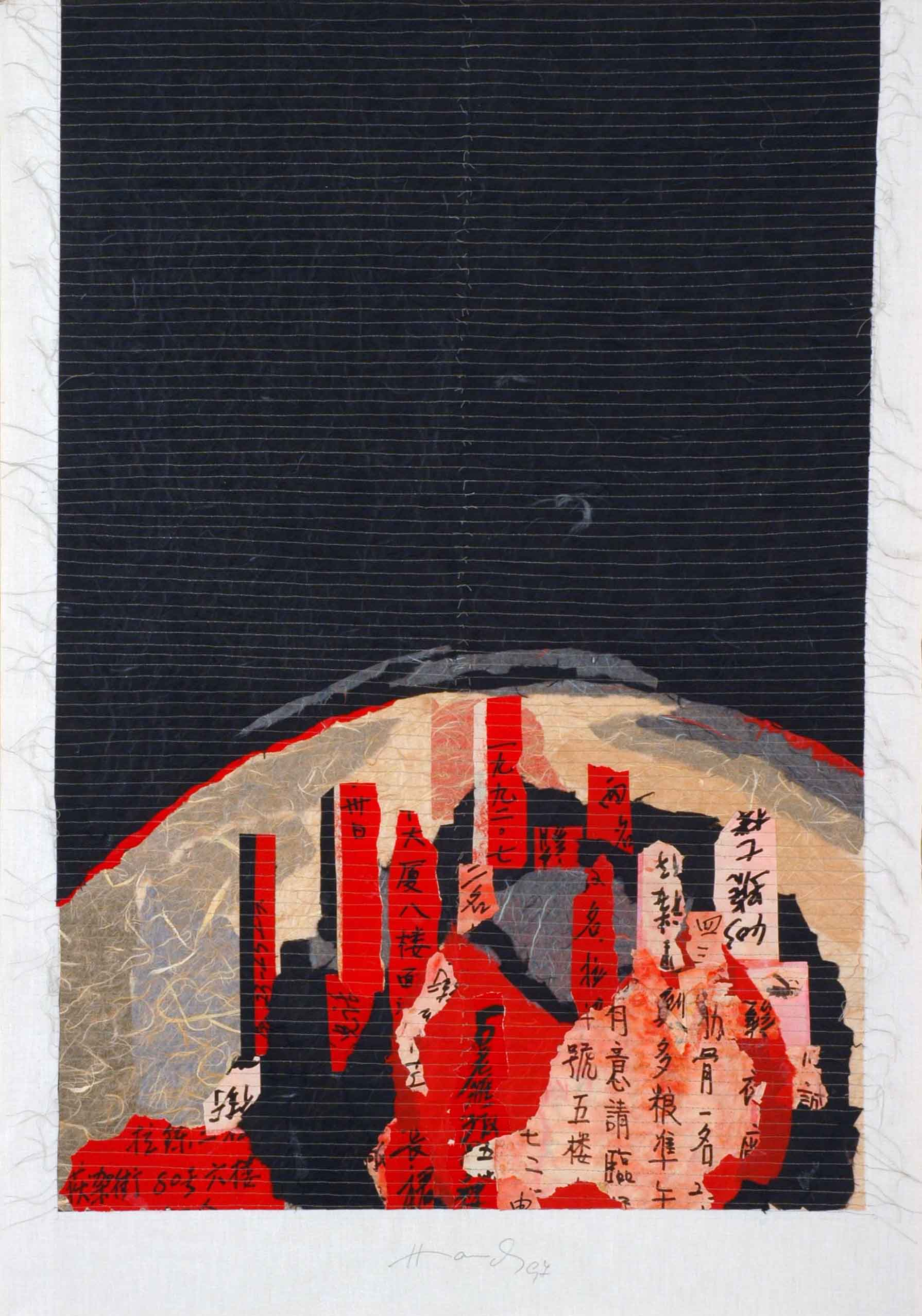
Chinatown New York, koláž šitá na plátně, 1997

V některých kolážích převládá princip volného vrstvení různorodých struktur, v dalších přísný geometrický řád a vzájemné prorůstání ploch a prostorových plánů. V rozsáhlé sérii Roušky (1990–1991) vertikální osa koláže svou strukturou či barevností kontrastuje s okraji a záměrná asymetričnost kresby přináší do klidné kompozice dynamický prvek. Jednotlivé koláže tvoří vzájemně propojený celek, ale Hamplova výtvarná invence činí každou z nich jedinečnou a neopakovatelnou. Barevnost koláží je díky použitým surovým materiálům tlumená a kromě bílé a černé je jako barevný akcent užita obvykle červená. Během stipendijního pobytu v USA (1992) sbíral Josef Hampl v Čínské čtvrti New Yorku tištěné a ručně psané kaligrafické plakátky, z nichž roku 1997 vytvořil esteticky a obsahově zajímavý soubor koláží, do něhož se promítá bizarní atmosféra a energie tohoto místa (Chinatown New York, 1997).
V Hamplových kolážích, grafických listech a kresbách se vždy projevovala jemná něžnost a zároveň racionalita konstruktivistických tendencí blízkých nové citlivosti. Patří k pamětníkům mesiášské role umění, se kterou přišel Vladimír Boudník. Umění chápe jako tvůrčí práci, jako výzkum svěřeného pole, claimu, symbolického prostoru, který probádal systematicky do posledního detailu a ve všech jeho myslitelných nuancích.

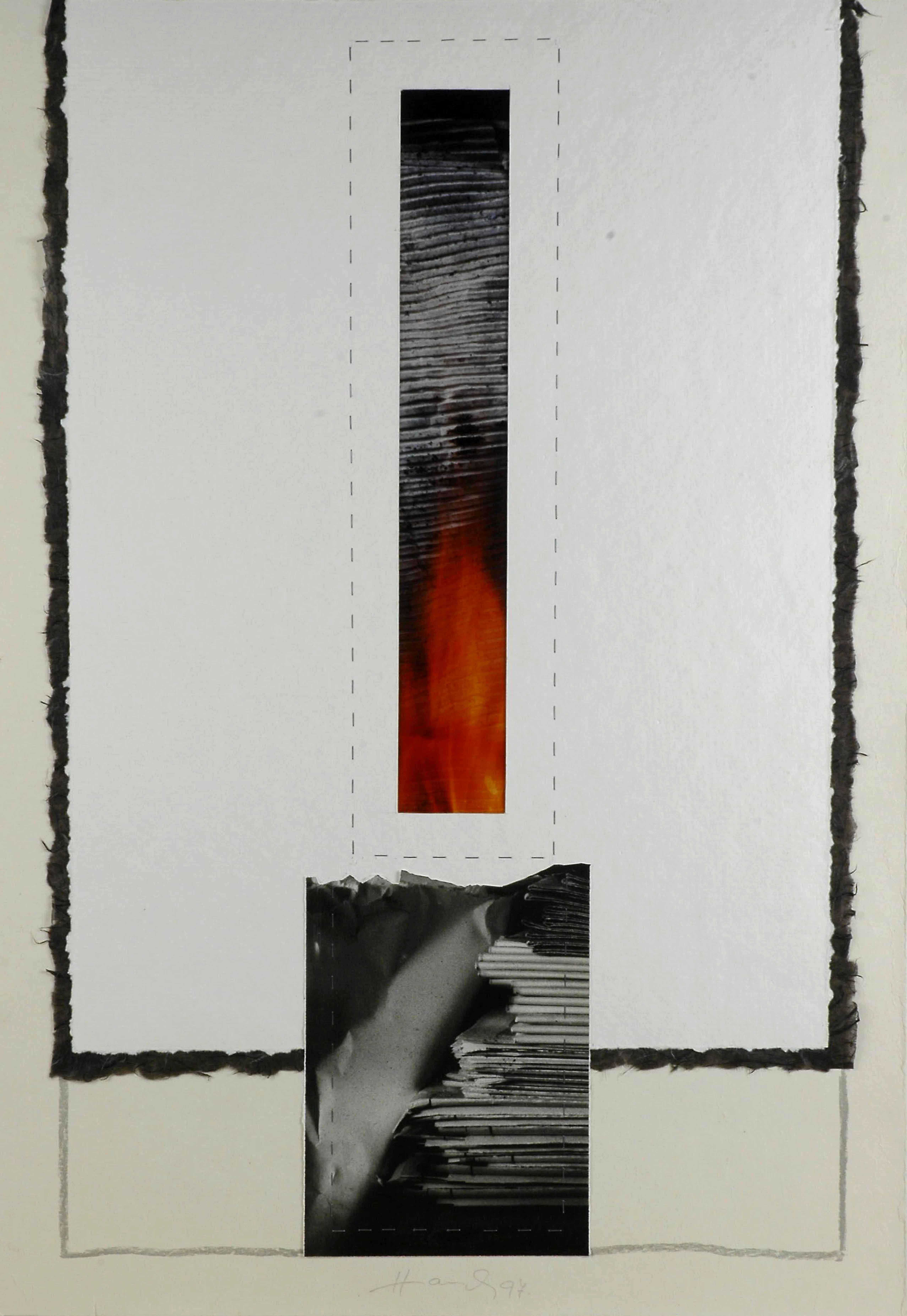
Sonda krajiny III, fotografie, karton, koláž šitá sponami, 1997
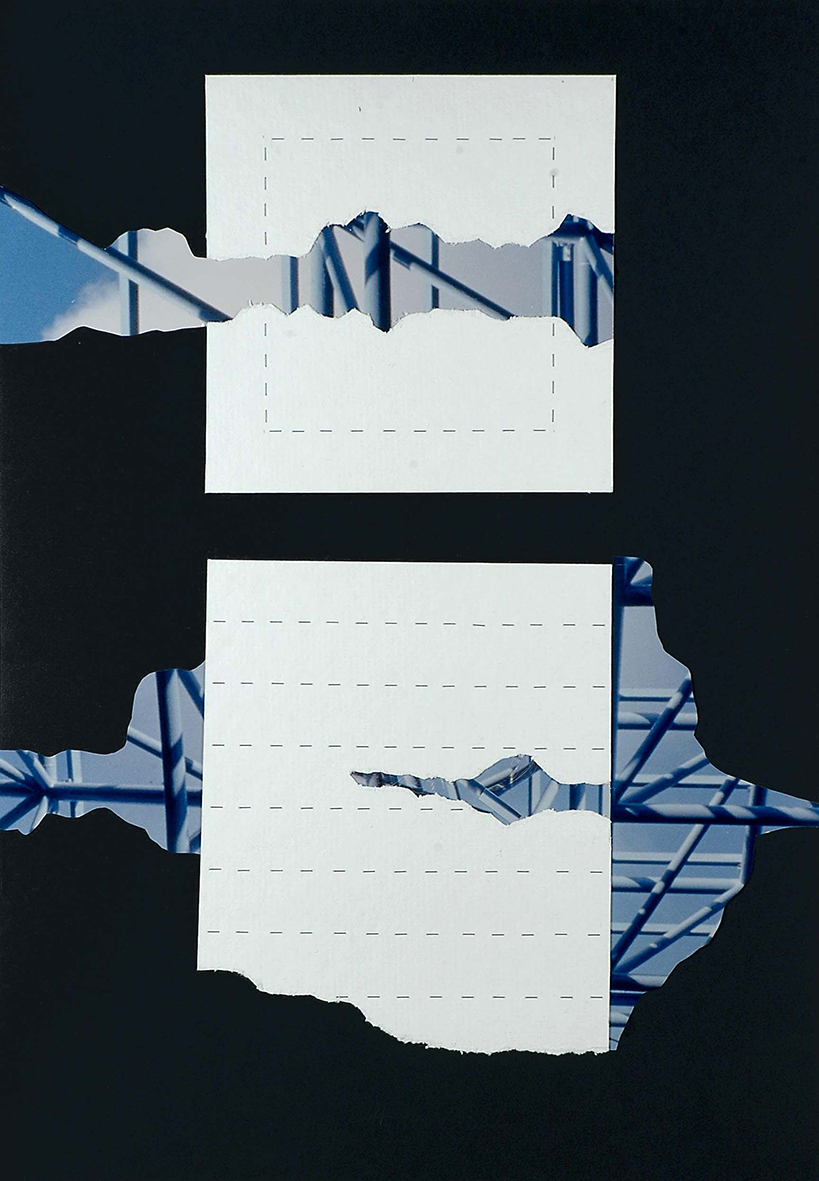
Bez názvu, koláž šitá sponami, 1998
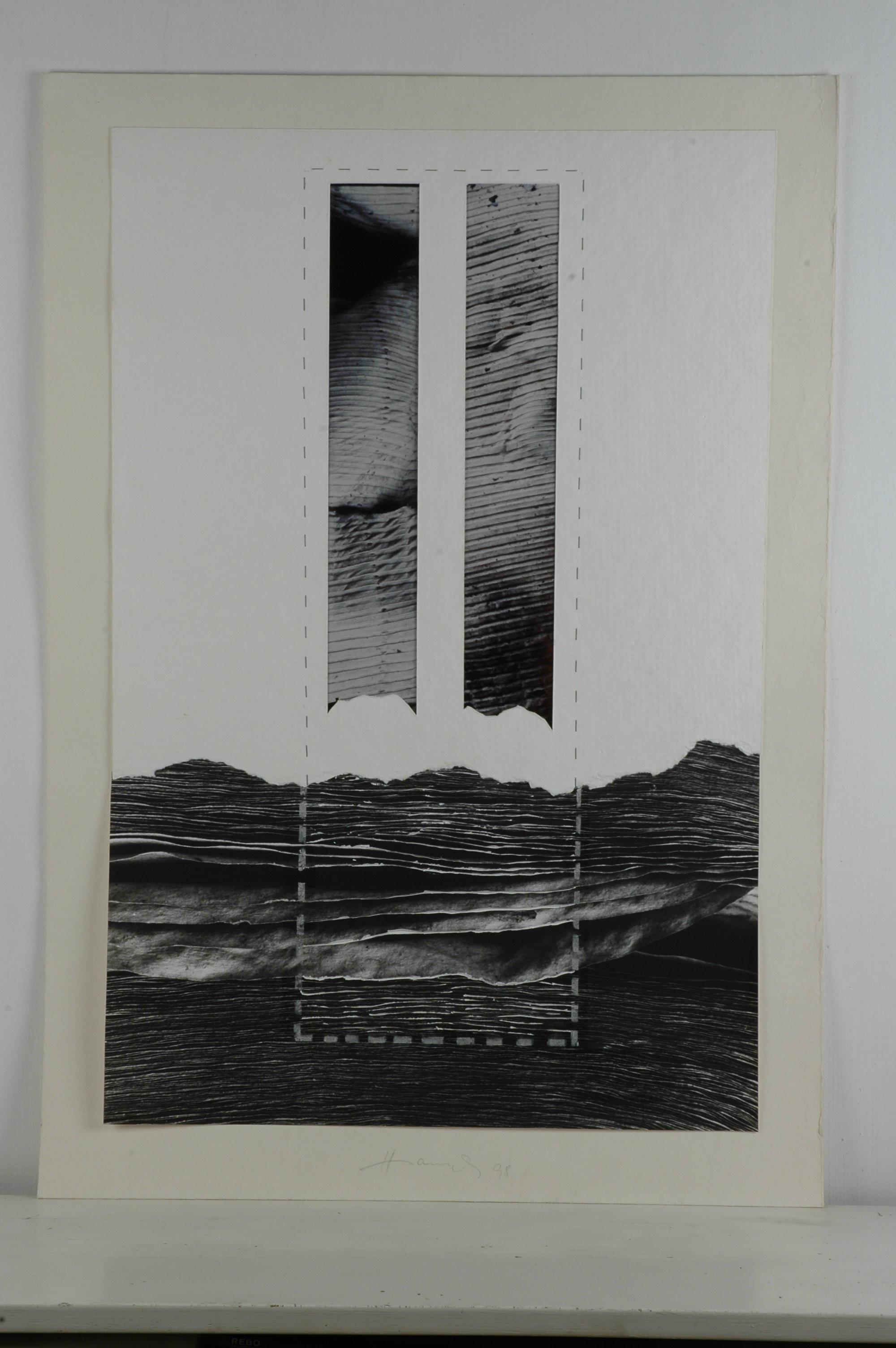
Sonda krajiny II, koláž šitá sponami, 1998
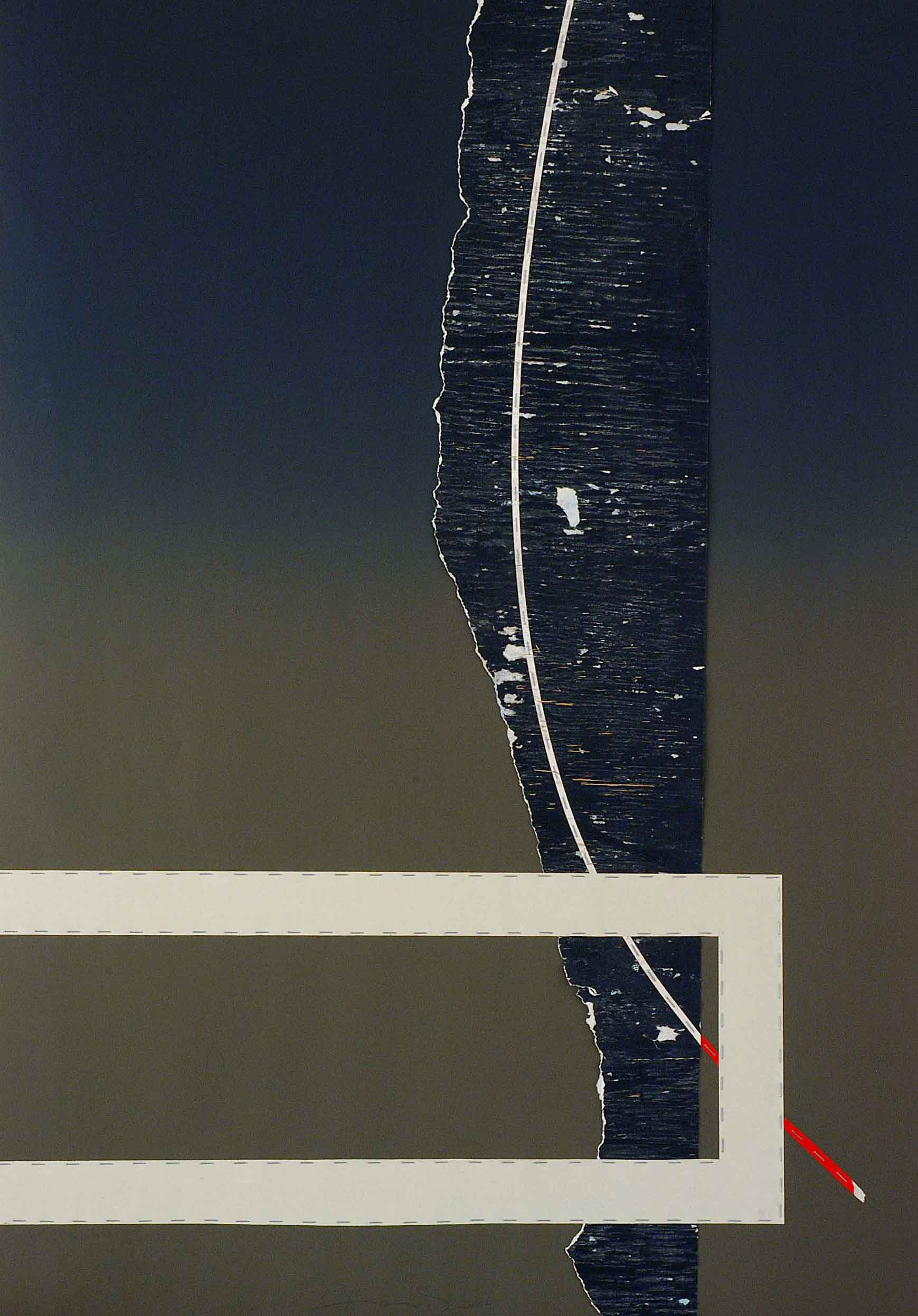
Nález, koláž šitá sponami, 2004
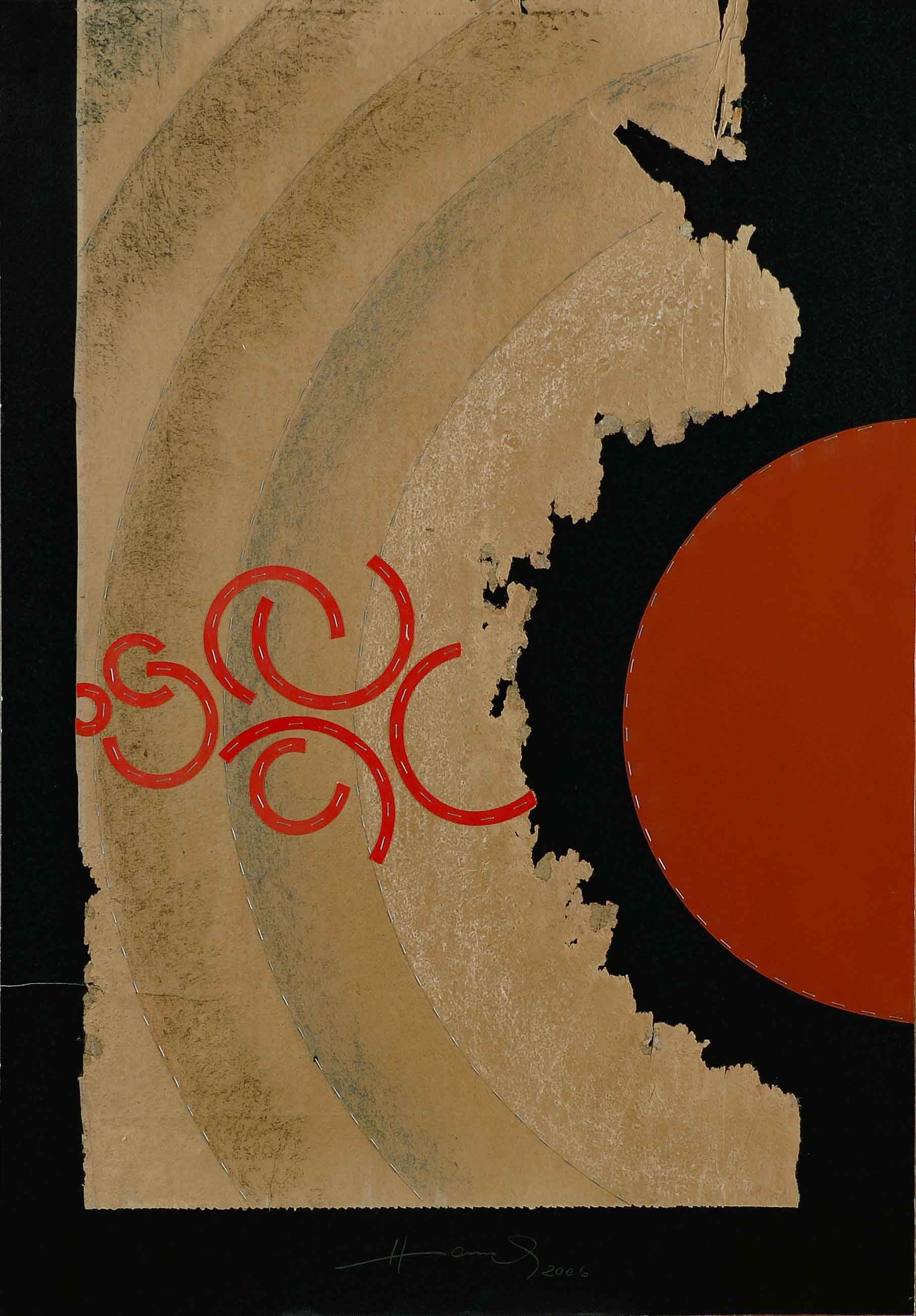
Konfrontace IV, koláž na kartonu šitá sponami, 2006
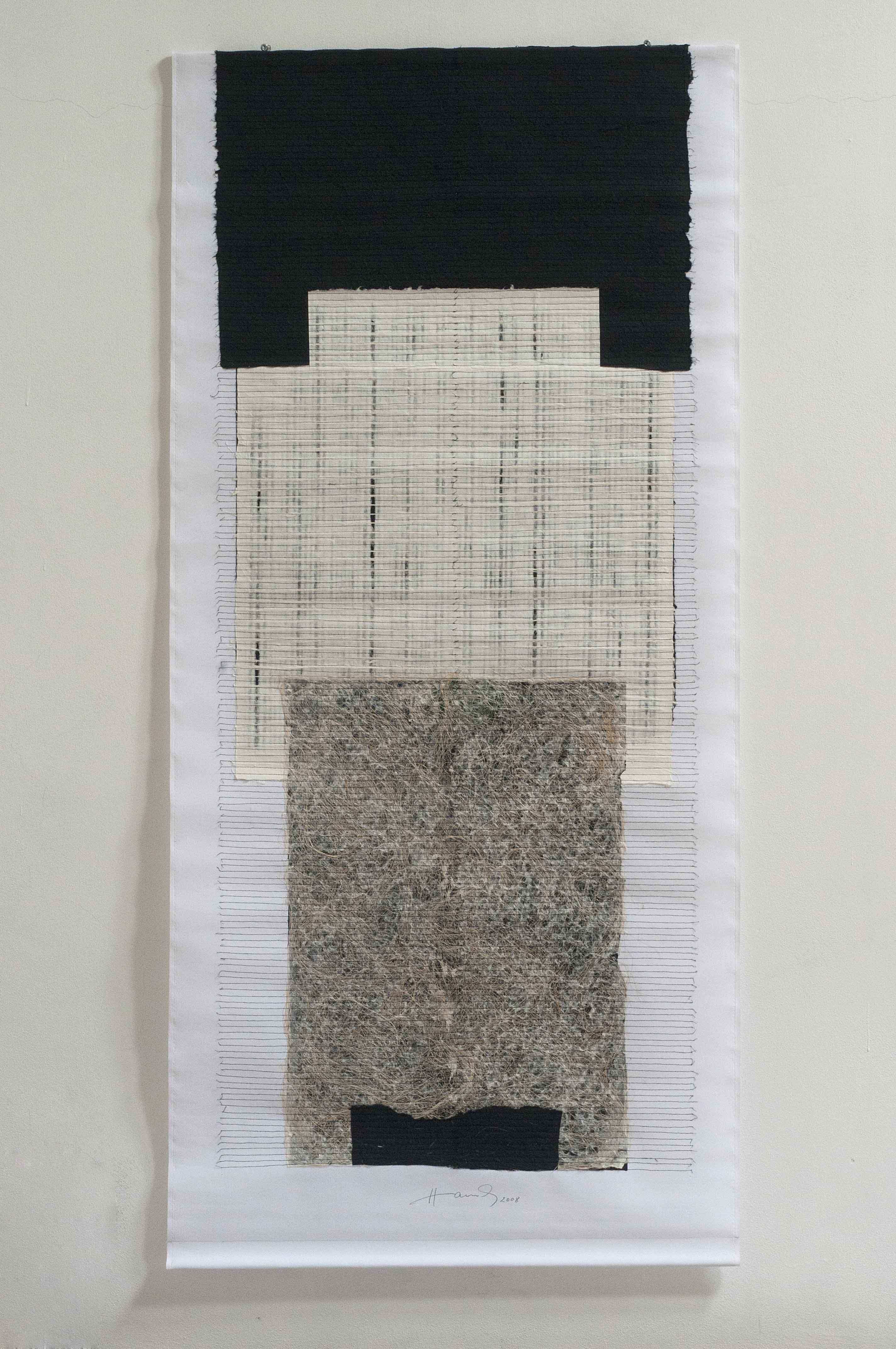
Bez názvu, šitá koláž na plátně, 2008
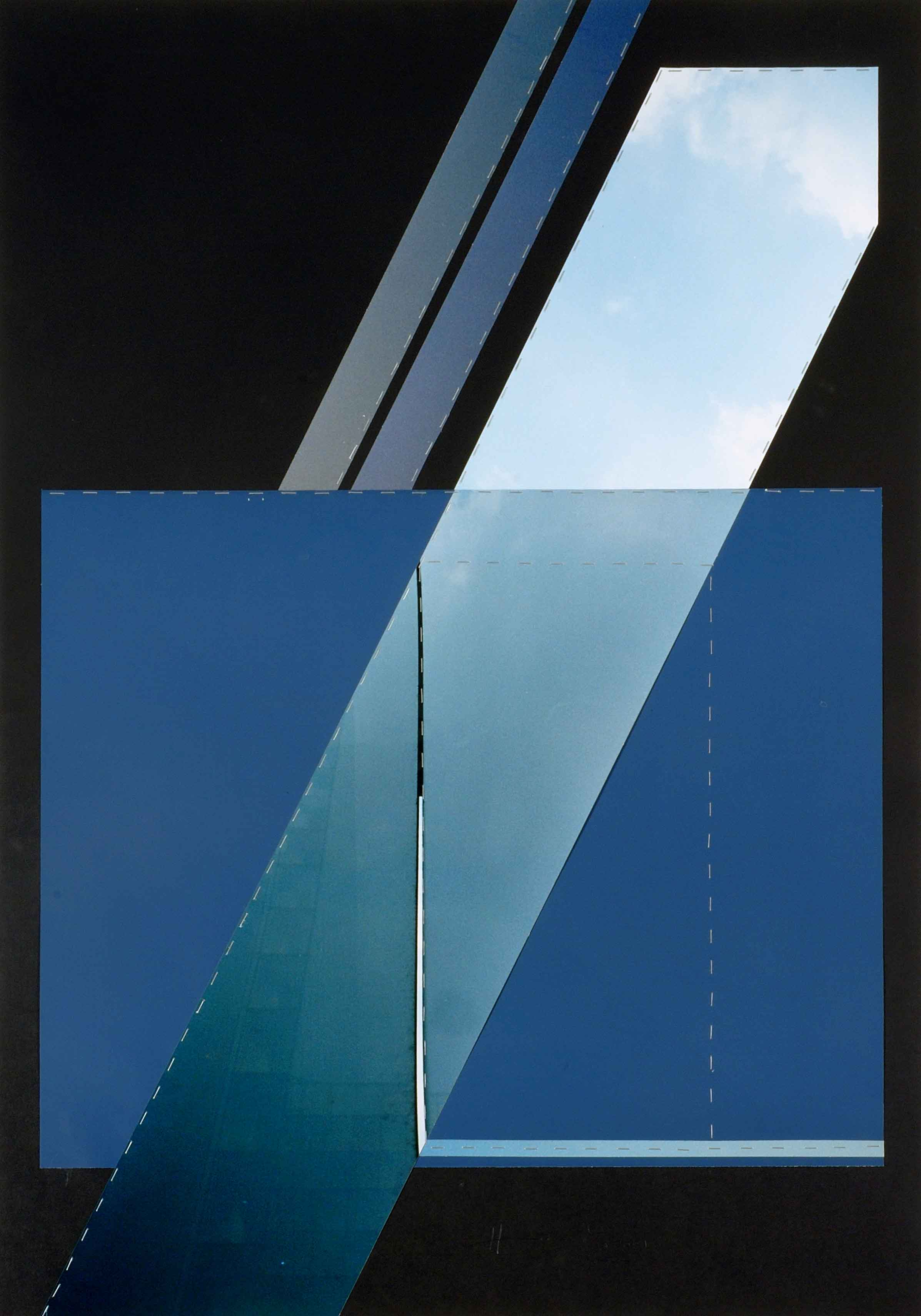
K III, koláž na kartonu šitá sponami, 2008
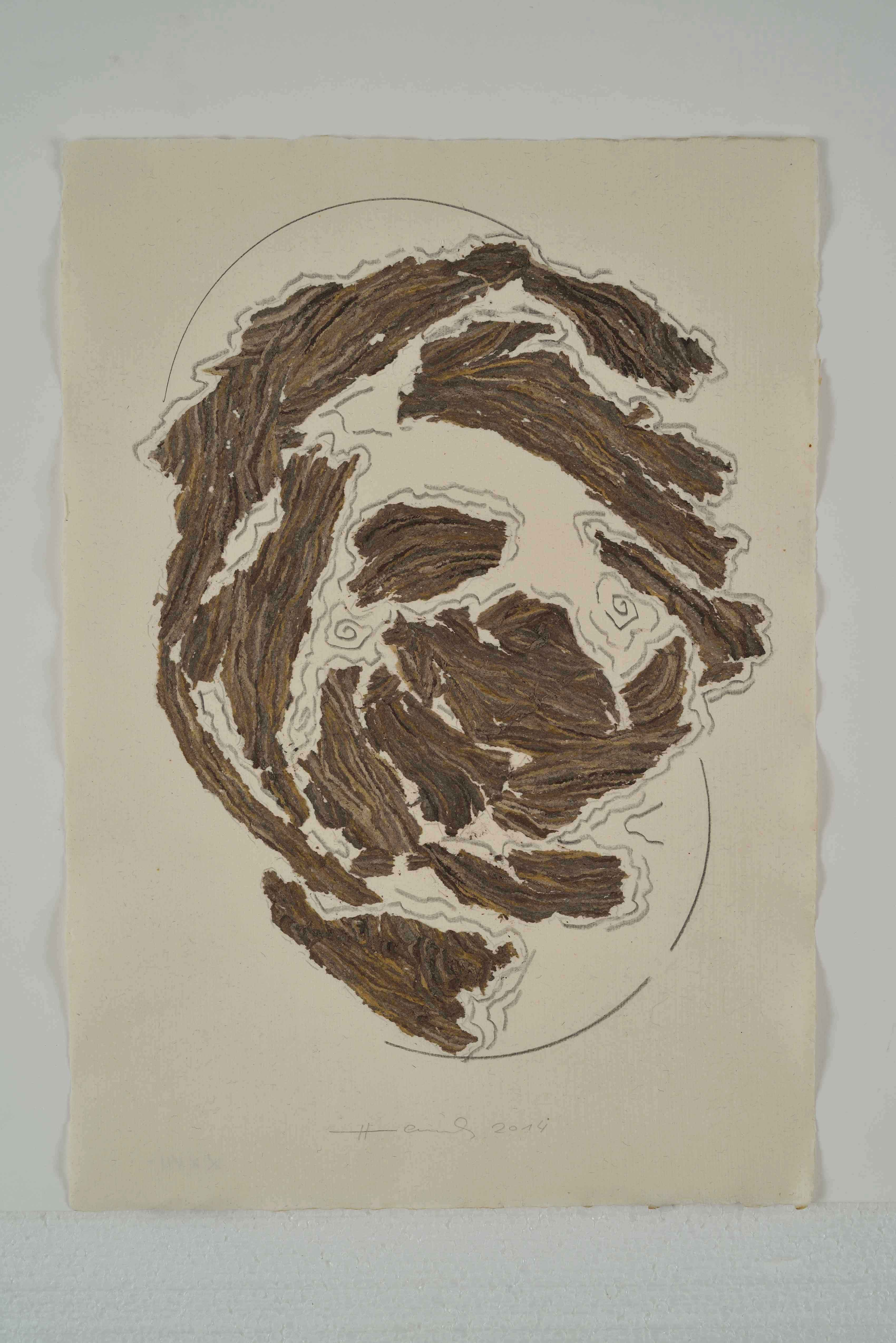
Průvodce vosím hnízdem XXVII, koláž, 2014

### Zastoupení ve sbírkách
- Národní galerie Praha
- Galerie umění Karlovy Vary
- Ministerstvo kultury České republiky
- Moravská galerie v Brně
- Graphiksammlung des XX. Jh., Deutscher Bundestag, Bonn
- Museum für aktuelle Kunst, Utrecht
- Cultural Centre De Warande, Turnhot
- Stedelijk Museum, Toroke
- Staatsgalerie, Stuttgart
- Museum Stuky, Lodž
- Pratt Graphics Centre, New York
- Museum of Art, The University of Michigan, Ann Arbor
- Galerie výtvarného umění v Ostravě
- Muzeum a galerie, Hranice na Moravě
- Kassák múzeum és archívum, Budapest
- Státní židovské muzeum, Praha
- Ostfonds für kulturelle Angelegenheiten des BUndesministeriums für Unterricht und Kunst, Wienna
- Museum Bochum
- sbírka Pražské plynárenské

### Katalogy (výběr)
- Josef Hampl: Grafika z let 1959–1961, 1961, Tamchyna Petr, kat. 20 s., Závod Klementa Gottwalda, Vysočany
- Josef Hampl, 1970, Hartmann Antonín, kat. 44 s., Galerie Bode Glaub, Kolín nad Rýnem
- Josef Hampl: Práce s papírem a kresba 1983-85, 1986, Pánková Marcela, kat. 2 s., Galerie Opatov
- Josef Hampl: Kresby – šití 1982–1986, 1986, Pánková Marcela, kat. 24 s., Ústřední kulturní dům železničářů, Praha
- Josef Hampl, 1991, Machalický Jiří, kat. 82 s., Galerie výtvarného umění v Mostě
- Josef Hampl: Bilance 1982–1992, 1993, Machalický Jiří, kat. 48 s., ČFVU Praha
- Josef Hampl: Šité koláže, 1996, Hirsch Thomas a kol., kat. 28 s., Gema Art Group, spol. s.r.o., Praha
- Konfrontace V.: Josef Hampl, 2006, Fiedor Jiří, kat. 12 s., Polský institut v Praze
- Josef Hampl, 2007, Machalický Jiří, kat. 16 s., Gallery, spol. s r.o. (Jaroslav Kořán), Praha
- Josef Hampl: Šité kresby, 2017, Adriana Primusová, kat. 4 s., GASK Kutná Hora
- Josef Hampl: Výběr z díla 1959–2016, 2017, text Martina Vítková, kat. 110 s., Museum Kampa, Praha